# 中国人民政治协商会议第一届全体会议代表列表
中国人民政治协商会议第一届全体会议代表名单。附各委员会名单。
本次全会共有来自46个单位的代表（包括候补代表）662人，正式代表510人，候補代表77人，特別邀請人士代表75人。

## 中国人民政治协商会议第一届全体会议各单位代表名单
（人民日报1949年9月22日）
【新华社北平二十日电】中国人民政治协商会议第一届全体会议各单位代表名单：

### （甲）黨派代表

#### 一、中國共產黨
正式代表十六人，候補代表二人

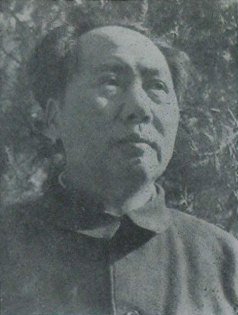
毛澤東
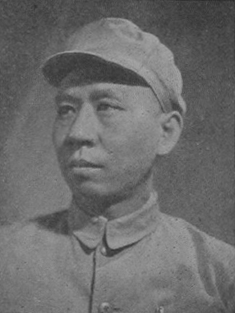
劉少奇
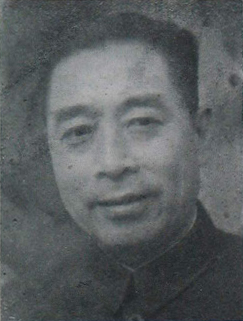
周恩來
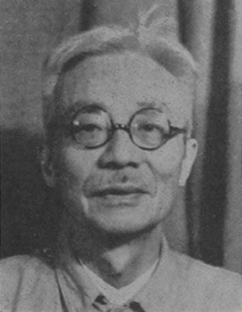
林伯渠
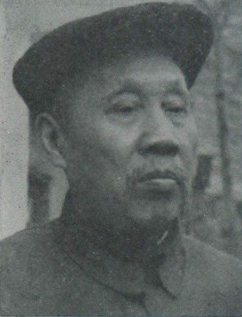
董必武
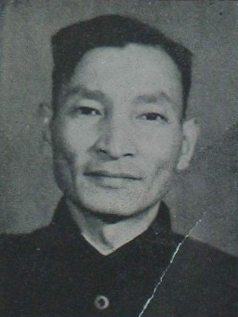
陳雲
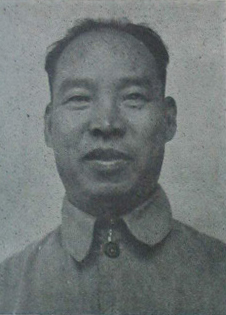
彭真
鄭位三
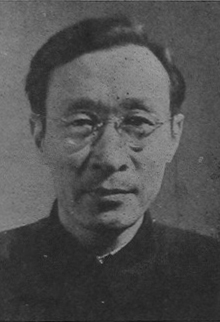
王稼祥
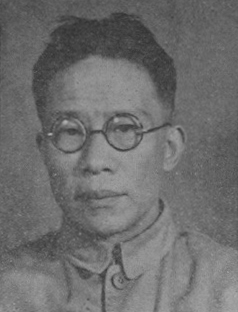
陸定一
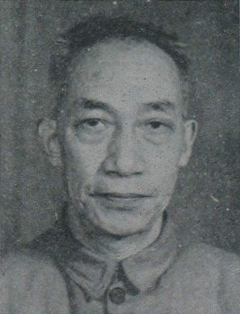
吳玉章
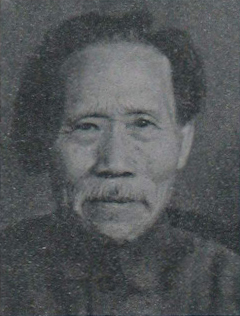
徐特立
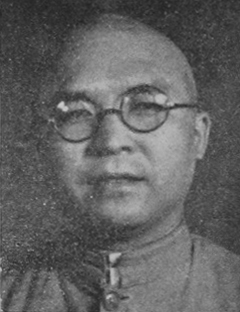
劉瀾濤
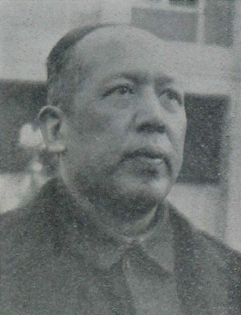
李維漢
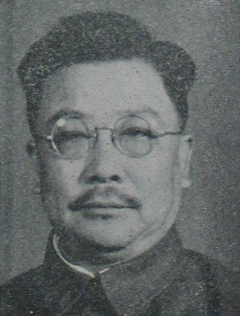
李克農
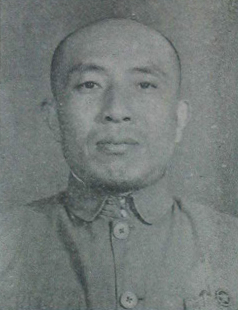
安子文
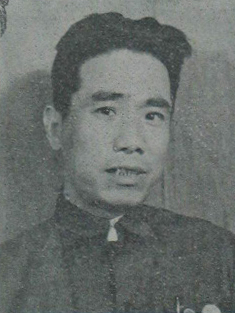
邢西萍
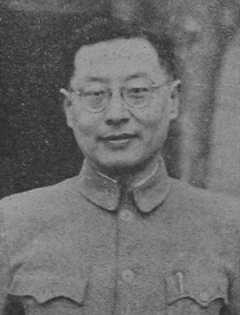
齊燕銘

#### 二.中國國民黨革命委員會
正式代表十六人，候補代表二人

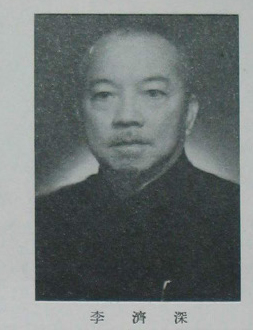
李濟深
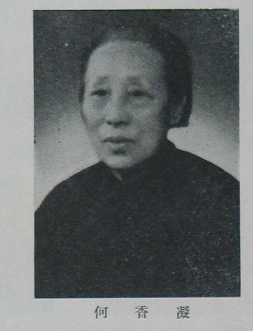
何香凝
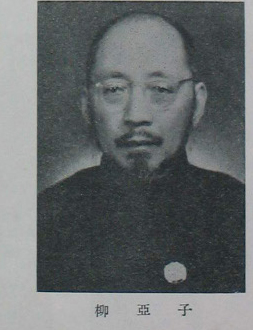
柳亞子
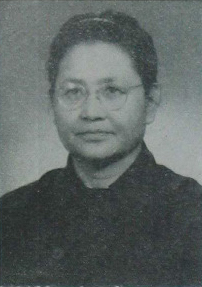
李德全
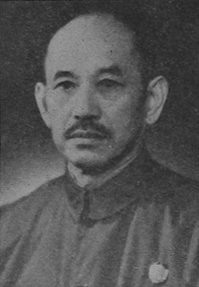
張文
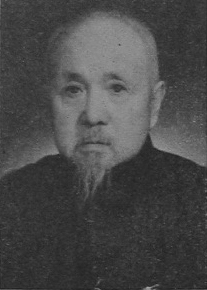
李錫九
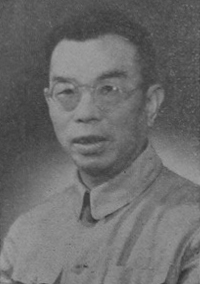
陳劭先
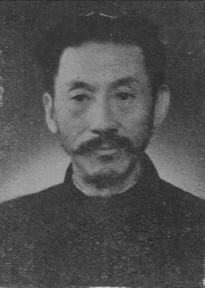
朱蘊山
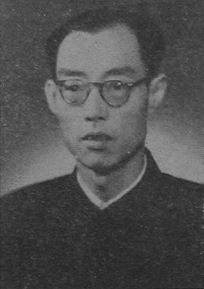
梅龔彬
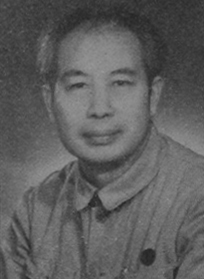
余心清
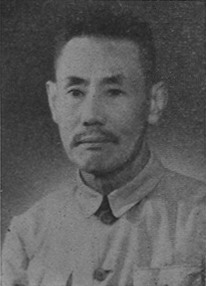
王葆真
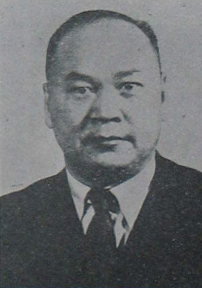
楊杰
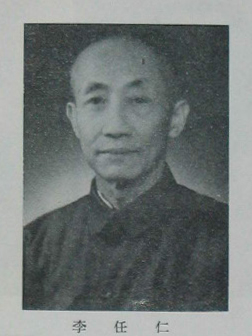
李任仁
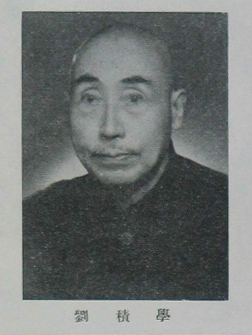
劉積學
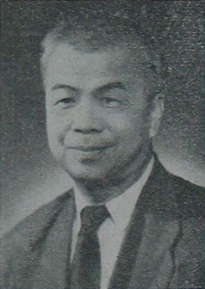
陳汝棠
賴亞力
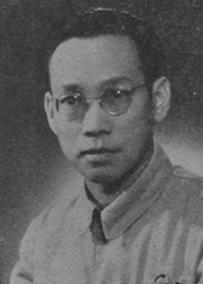
呂集義
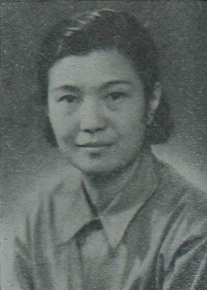
鄭坤廉

#### 三、中國民主同盟
正式代表十六人，候補代表二人

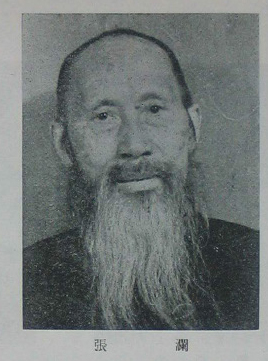
張瀾
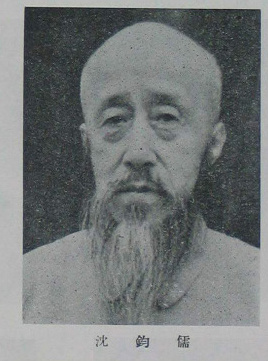
沈鈞儒
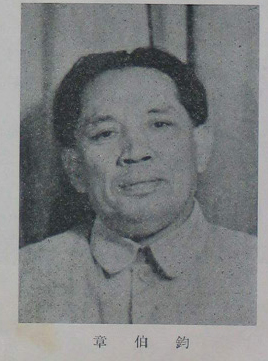
章伯鈞
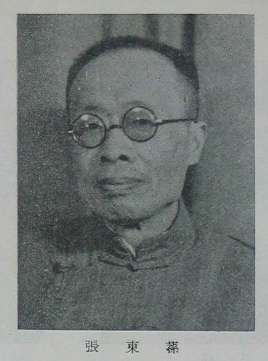
張東蓀
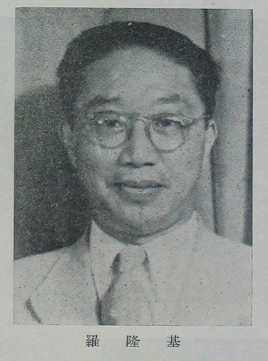
羅隆基
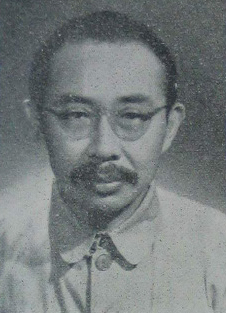
周新民
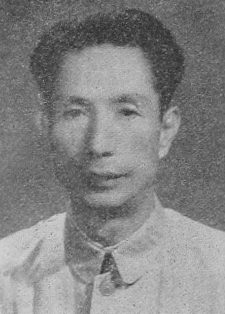
楚圖南
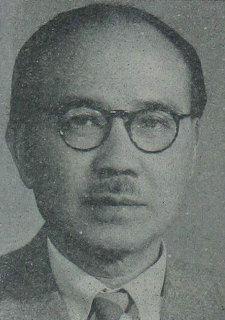
丘哲
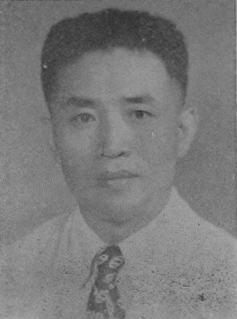
周鯨文
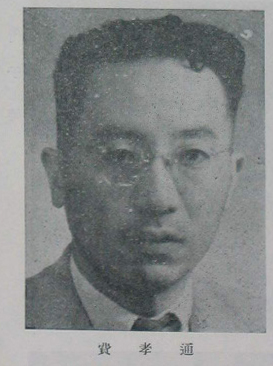
費孝通
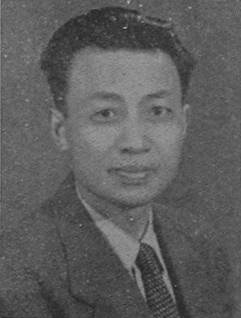
李相符
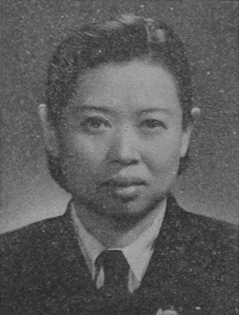
李文宜
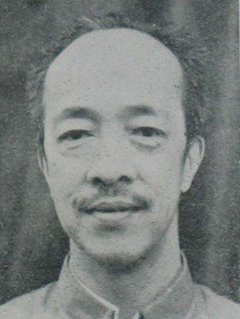
胡愈之
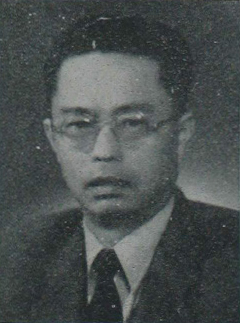
辛志超
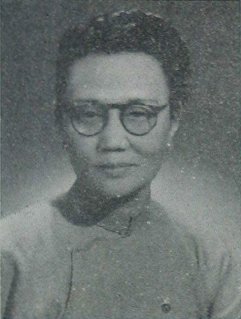
劉王立明
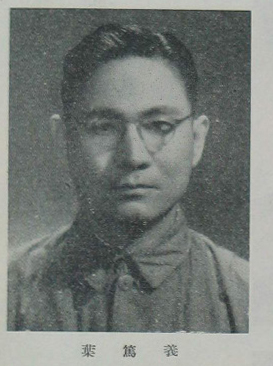
葉篤義
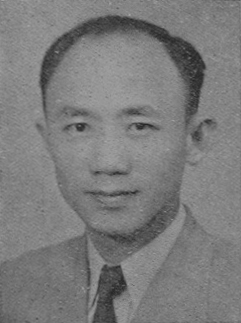
羅子為

#### 四、民主建國會
正式代表十二人，候補代表二人

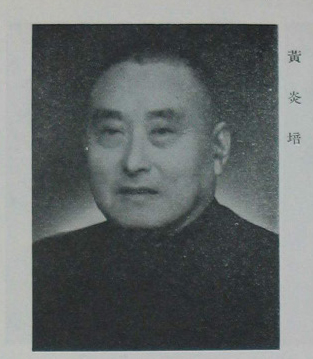
黃炎培
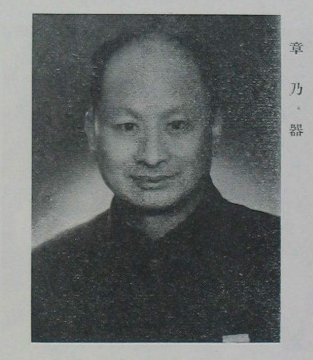
章乃器
胡厥文
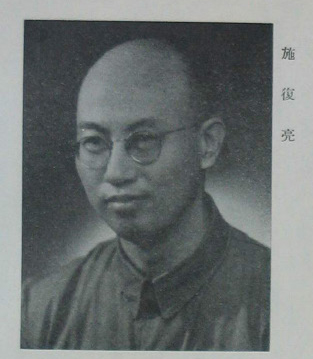
施復亮
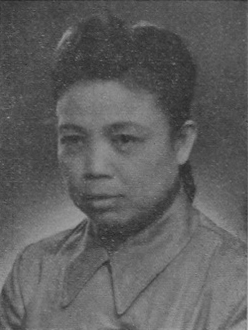
胡子嬰
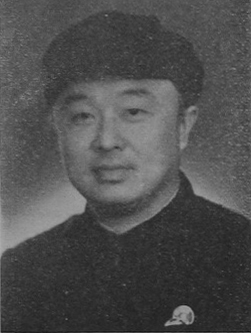
孫起孟
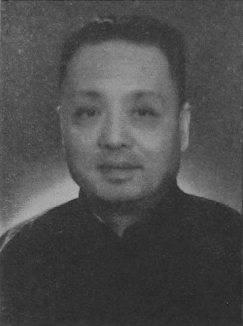
陳巳生
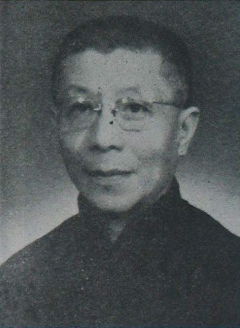
章元善
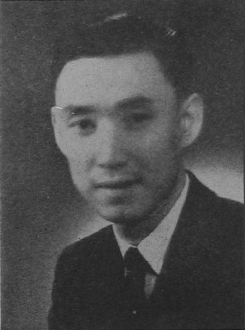
盛康年
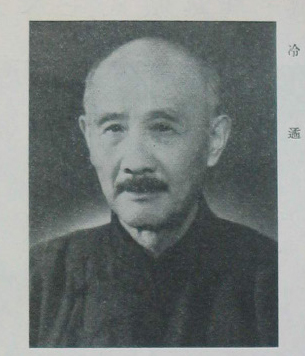
冷遹
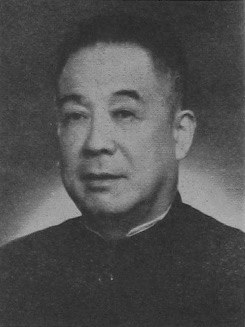
楊衛玉
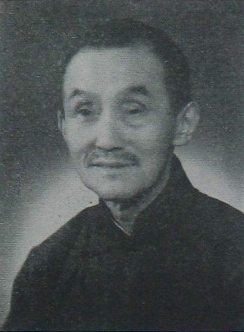
沈子槎
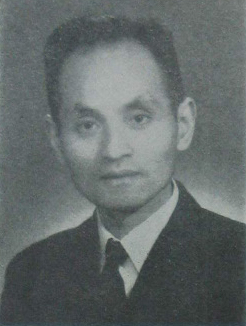
陳維稷
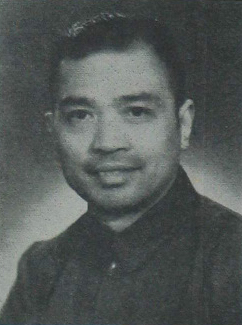
莫藝昌

#### 五、無黨派民主人士
正式代表十人，候補代表二人

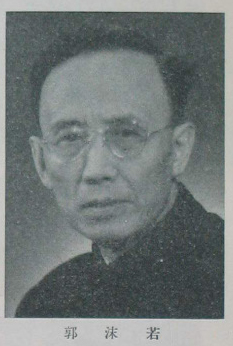
郭沫若
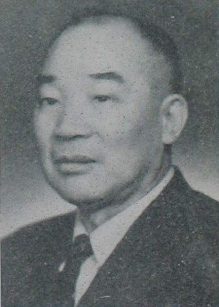
馬寅初
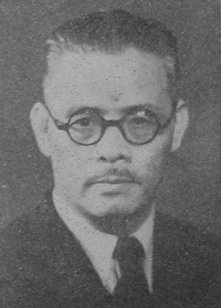
張奚若
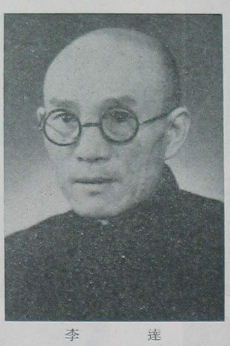
李達
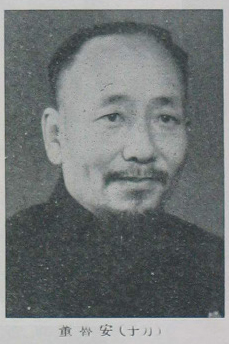
董魯安
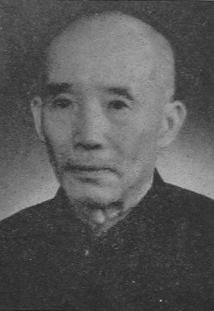
符定一
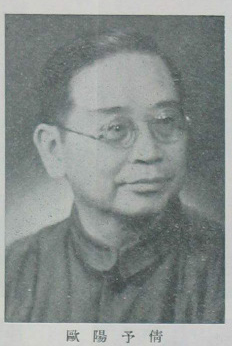
歐陽予倩
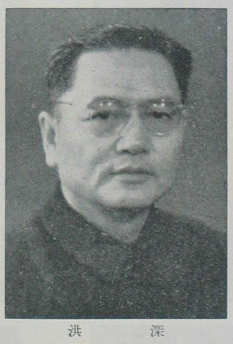
洪深
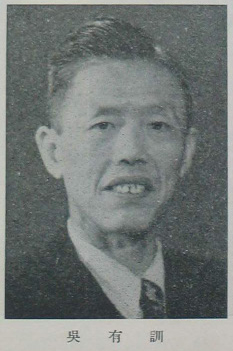
吳有訓
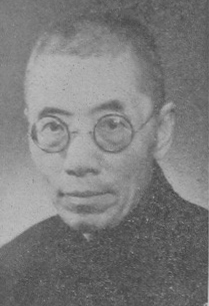
王之相
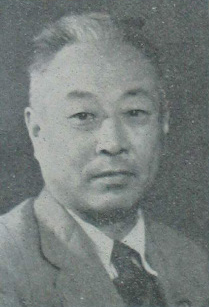
丁燮林
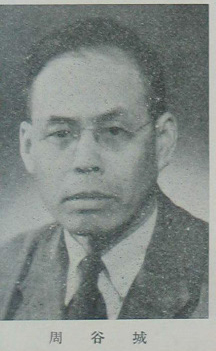
周谷城

#### 六、中國民主促進會
正式代表八人，候補代表一人

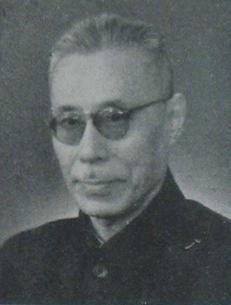
馬敘倫
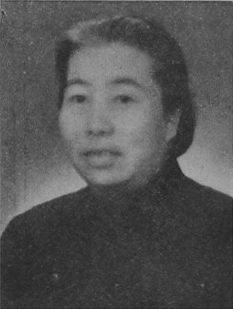
許廣平
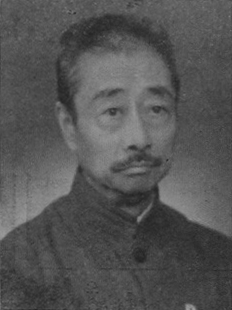
周建人
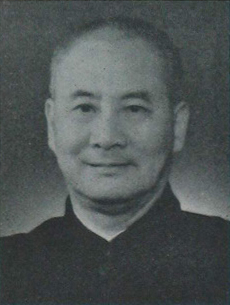
王紹鏊
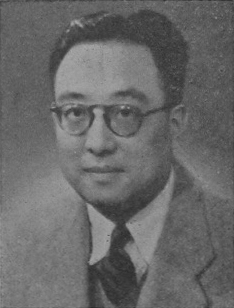
梅達君
徐伯昕
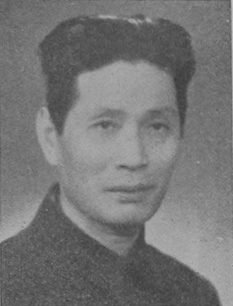
林漢達
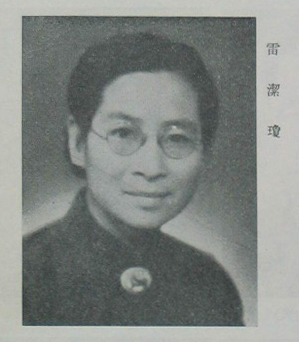
雷潔瓊
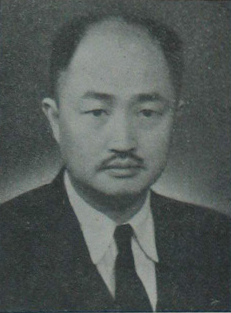
嚴景耀

#### 七、中國農工民主黨
正式代表十人，候補代表二人

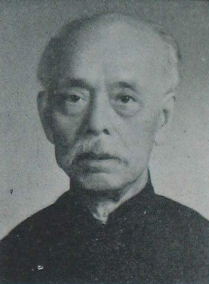
彭澤民
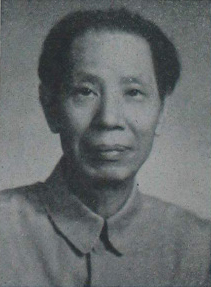
郭冠杰
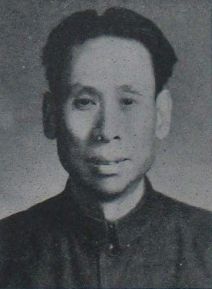
李士豪
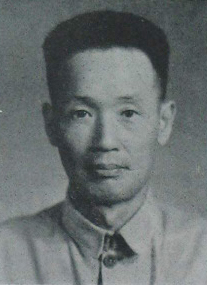
何世琨
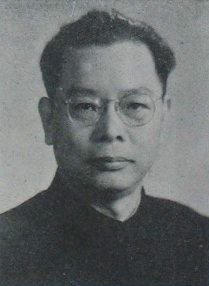
楊逸棠
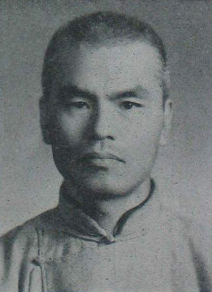
張雲川
郭則沉
王深林
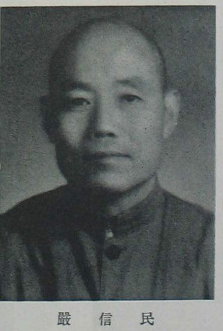
嚴信民
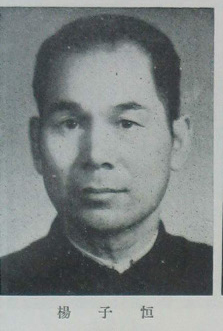
楊子恆
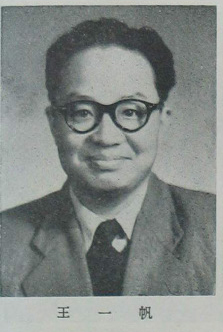
王一帆
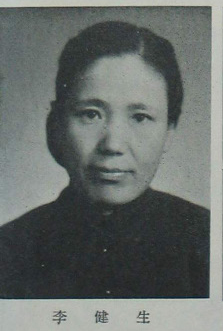
李健生

#### 八、中國人民救國會
正式代表十人，候補代表二人

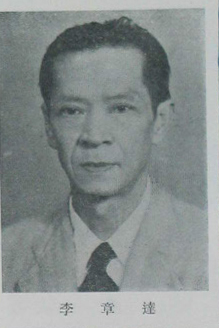
李章達
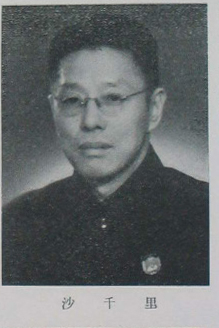
沙千里
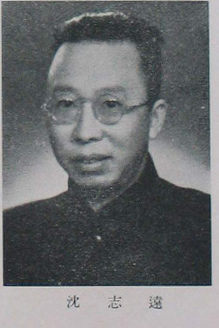
沈志遠
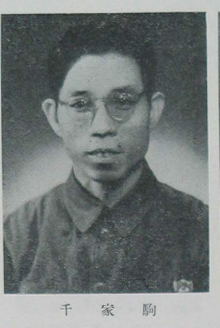
千家駒
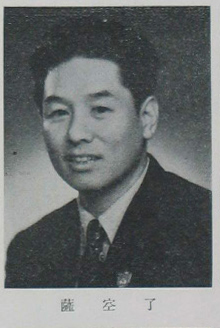
薩空了
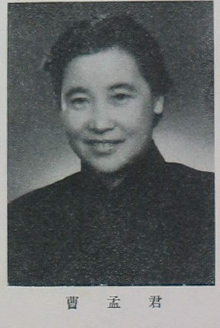
曹孟君
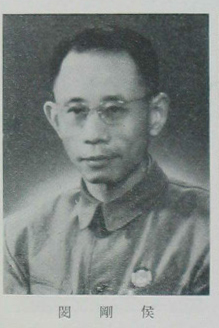
閔剛侯
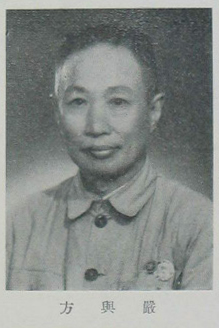
方與嚴
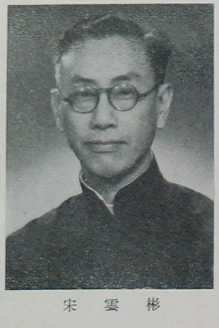
宋雲彬
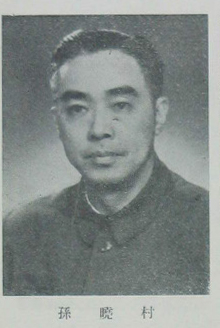
孫曉村
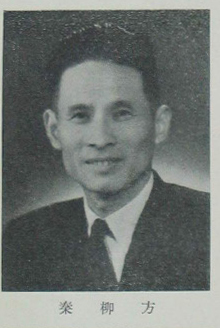
秦柳方
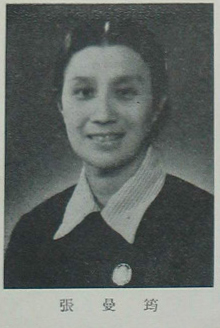
張曼筠

#### 九、三民主義同志聯合會
正式代表十人，候補代表二人，內缺一名

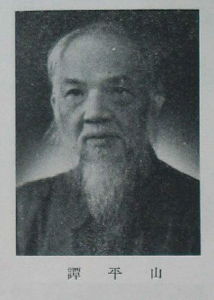
譚平山
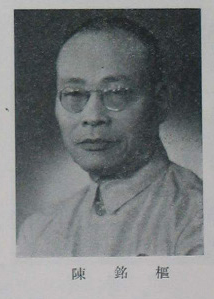
陳銘樞
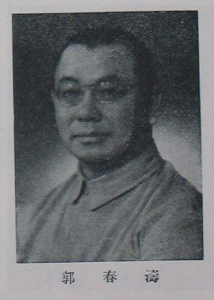
郭春濤
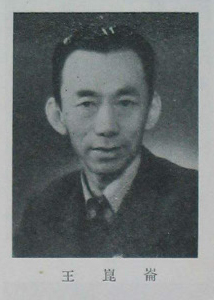
王崑崙
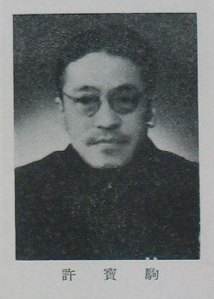
許寶駒
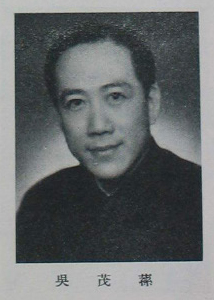
吳茂蓀
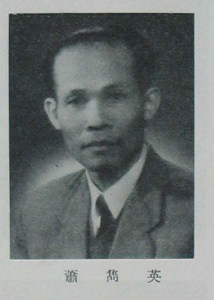
蕭雋英
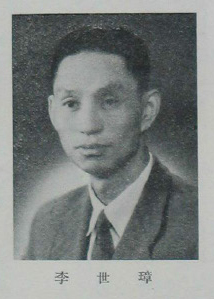
李世璋
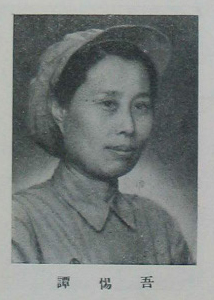
譚惕吾
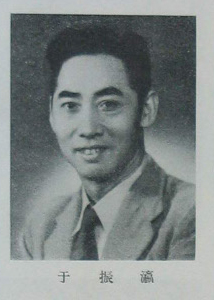
于振瀛
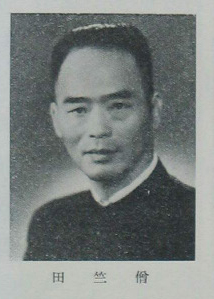
田竺僧

#### 一〇、中國國民黨民主促進會
正式代表八人，候補代表一人

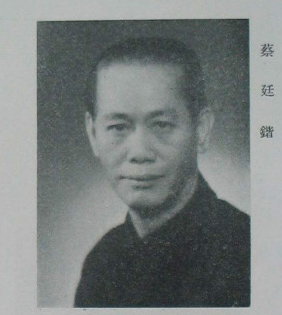
蔡廷鍇
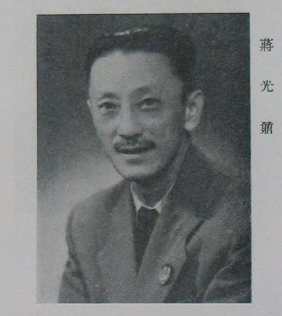
蔣光鼐
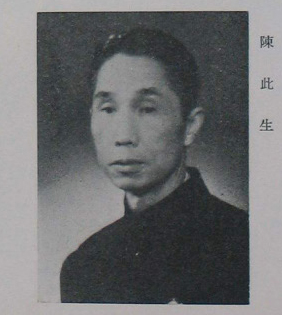
陳此生
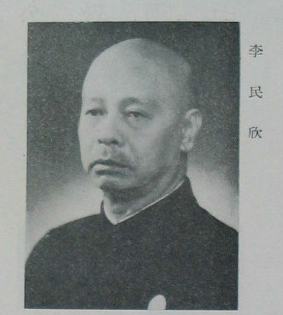
李民欣
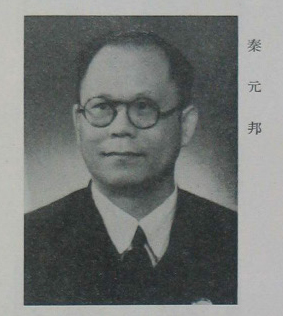
秦元邦
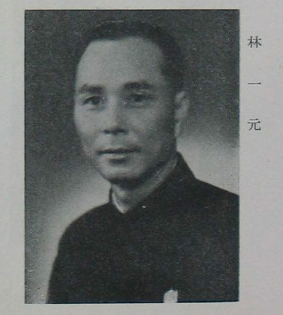
林一元
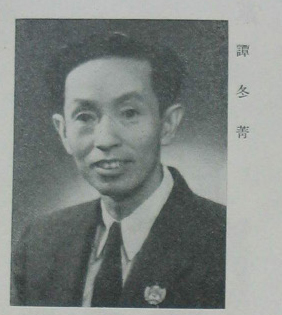
譚冬菁
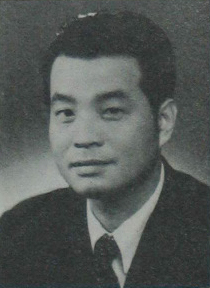
司馬文森
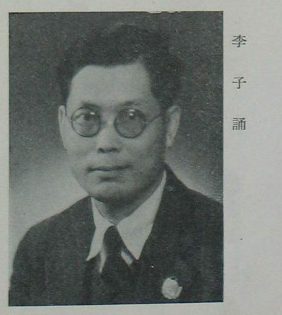
李子誦

#### 一一、中國致公黨
正式代表六人，候補代表一人，內缺二名

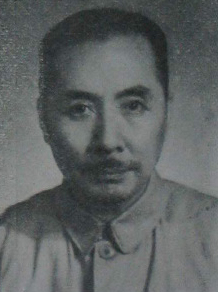
陳其尤
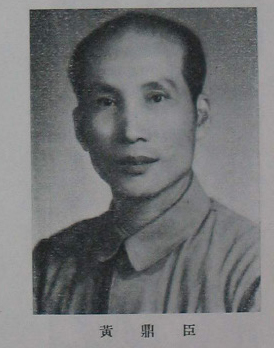
黃鼎臣
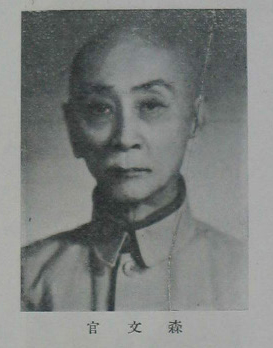
官文森
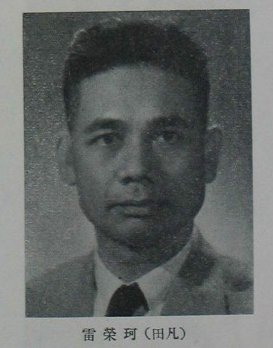
雷榮珂
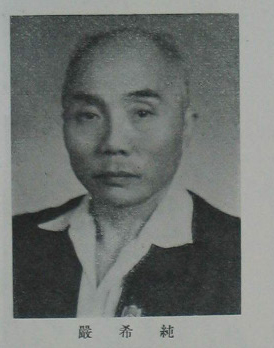
嚴希純

#### 一二、九三學社
正式代表五人，候補代表一人

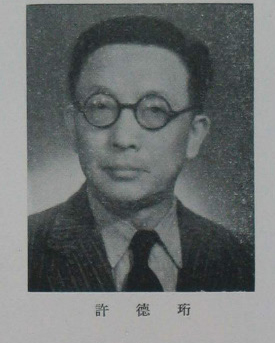
許德珩
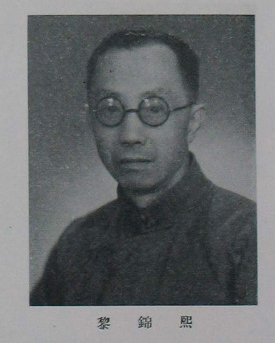
黎錦熙
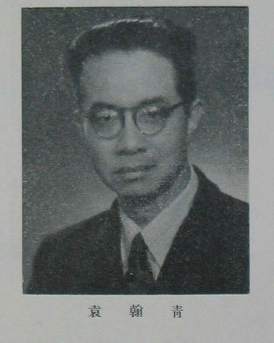
袁翰青
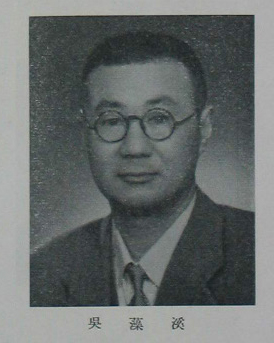
吳藻溪
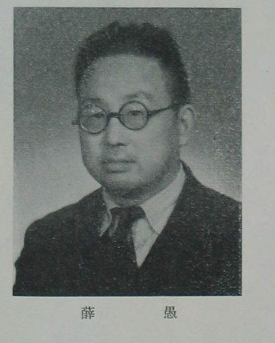
薛愚
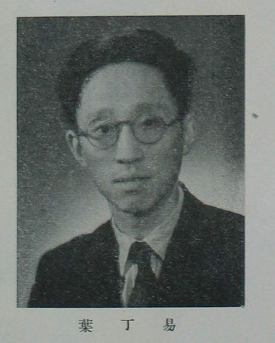
葉丁易

#### 一三、台灣民主自治同盟
正式代表五人，候補代表一人

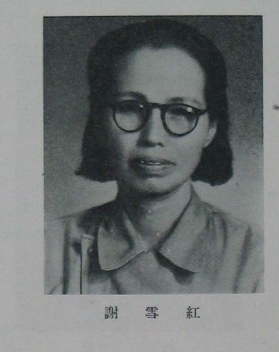
謝雪紅
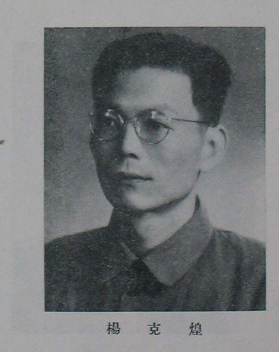
楊克煌
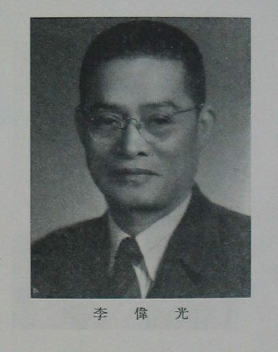
李偉光
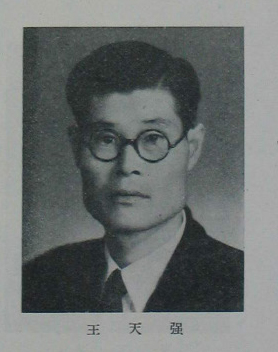
王天強
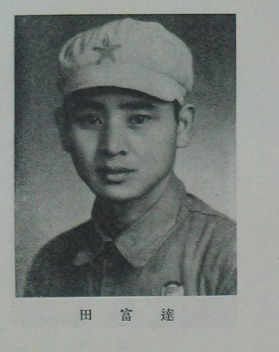
田富達
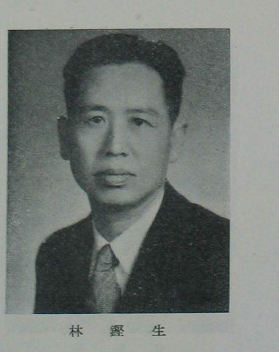
林鏗生

#### 一四、中國新民主主義青年團
正式代表十人，候補代表二人

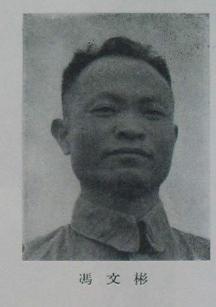
馮文彬
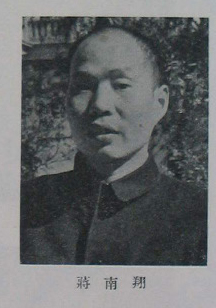
蔣南翔
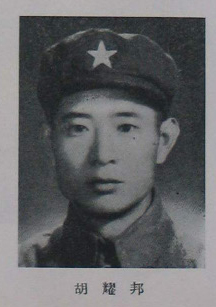
胡耀邦
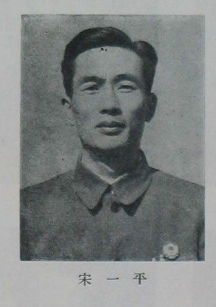
宋一平
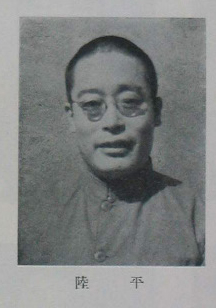
陸平
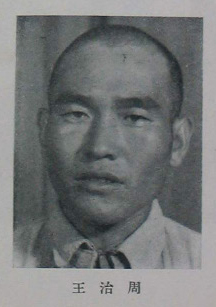
王治周
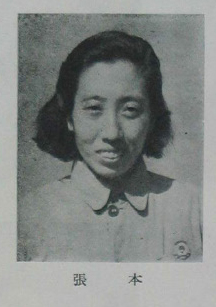
張本
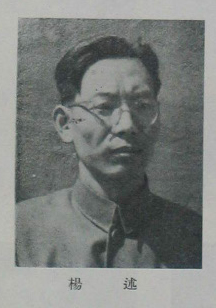
楊述
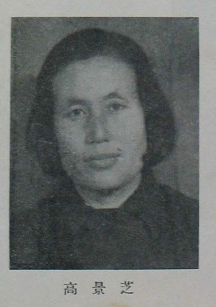
高景芝
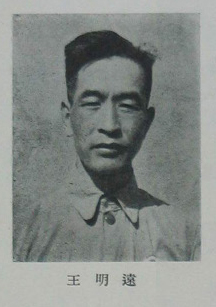
王明遠
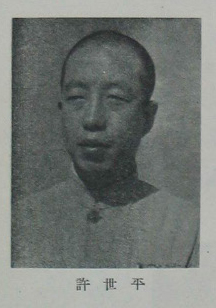
許世平
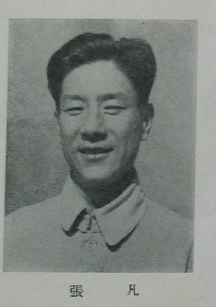
張凡

### （乙）區域代表

#### 一五、西北解放區
正式代表十五人，候補代表二人

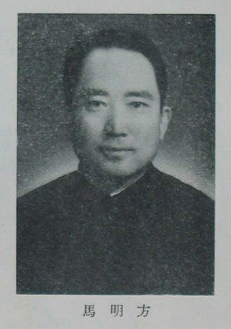
馬明方
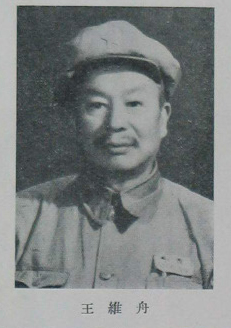
王維舟
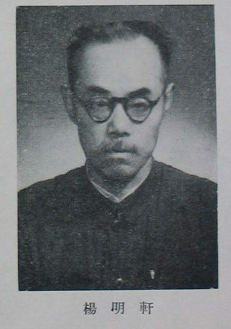
楊明軒
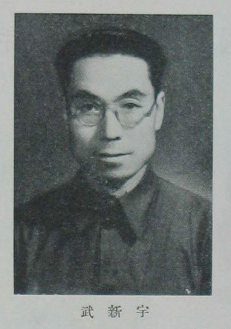
武新宇
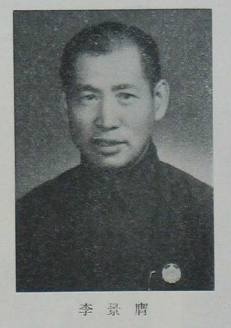
李景膺
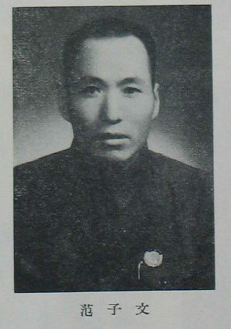
范子文
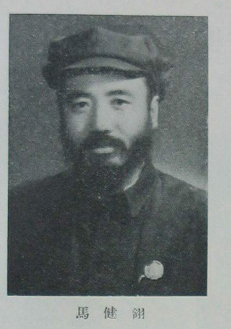
馬健翎
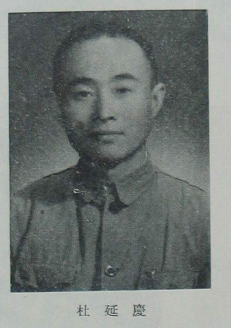
杜延慶
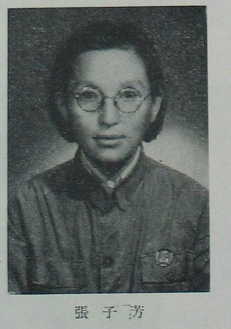
張子芳
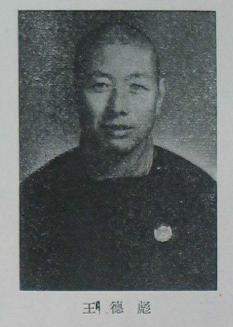
王德彪
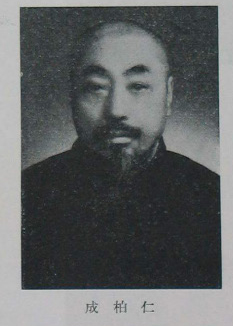
成柏仁
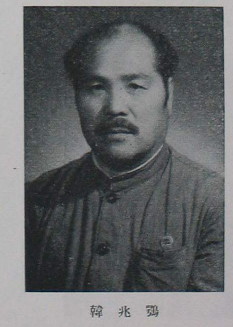
韓兆鶚
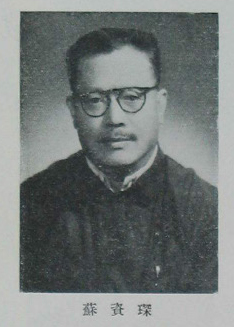
蘇資琛
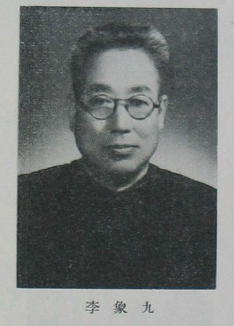
李象九
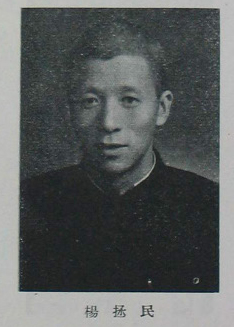
楊拯民
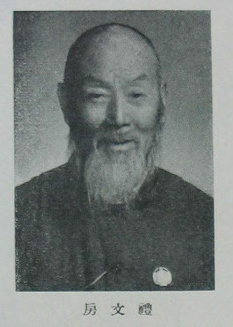
房文禮
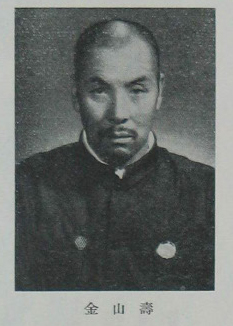
金山壽

#### 一六、華北解放區
正式代表十五人，候補代表二人

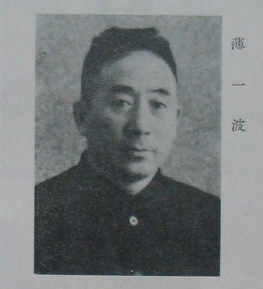
薄一波
楊秀峰
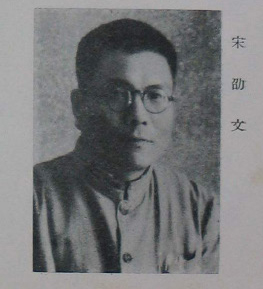
宋劭文
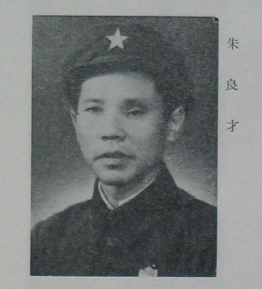
朱良才
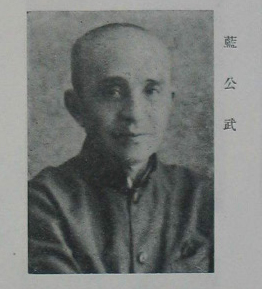
藍公武
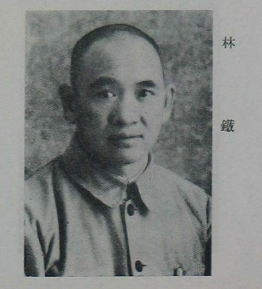
林鐵
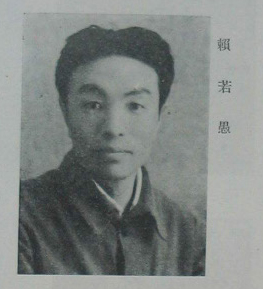
賴若愚
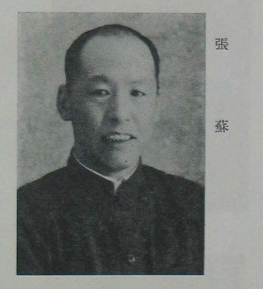
張蘇
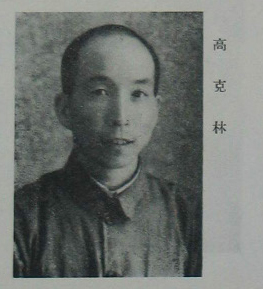
高克林
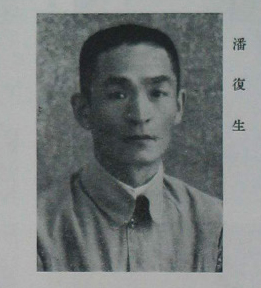
潘復生
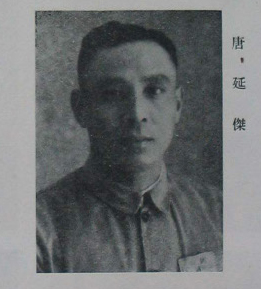
唐延傑
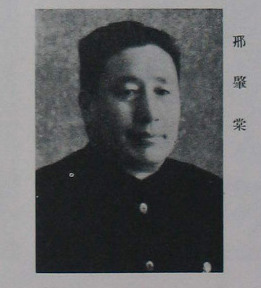
邢肇棠
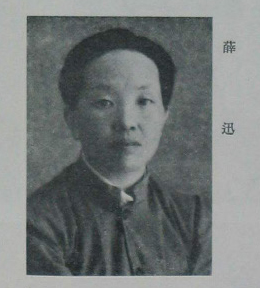
薛迅
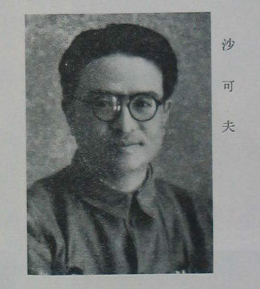
沙可夫
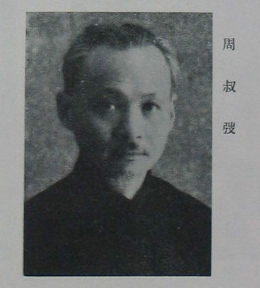
周叔弢
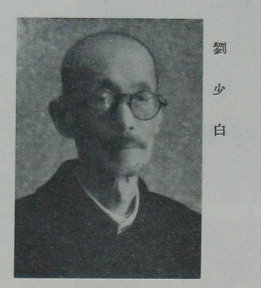
劉少白
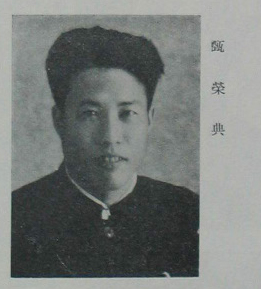
甄榮典

#### 一七、華東解放區
正式代表十五人，候補代表二人

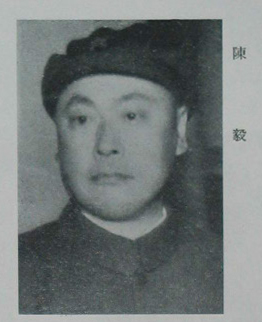
陳毅
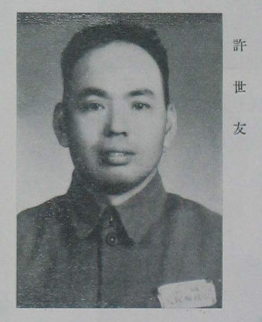
許世友
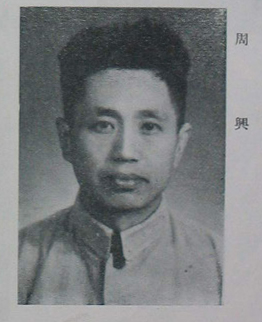
周興
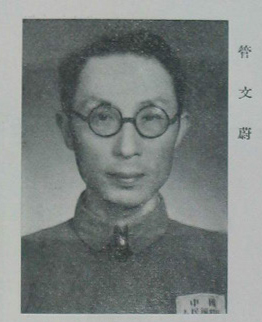
管文蔚
梁從學
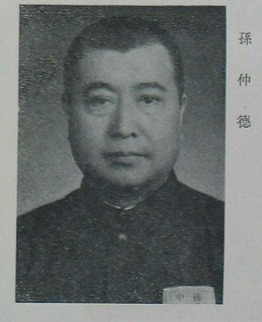
孫仲德
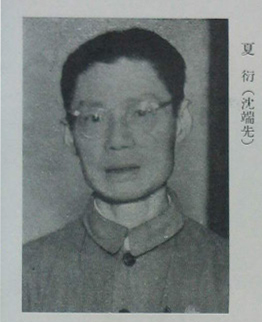
夏衍
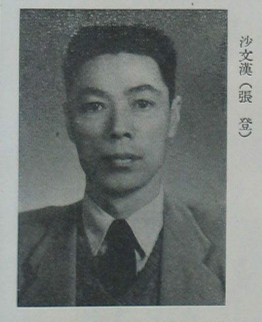
沙文漢
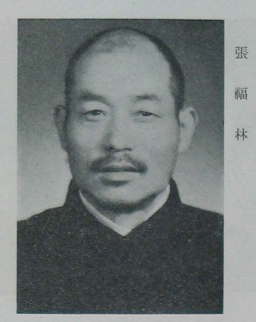
張福林
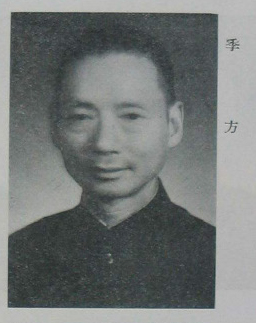
季方
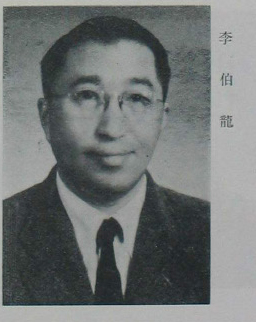
李伯龍
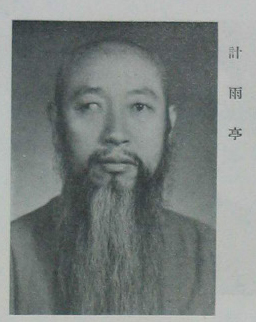
計雨亭
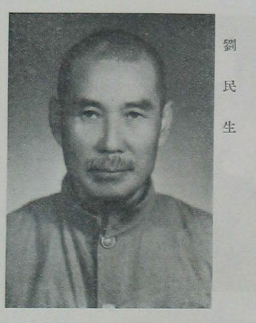
劉民生

#### 一八、東北解放區
正式代表十五人，候補代表二人

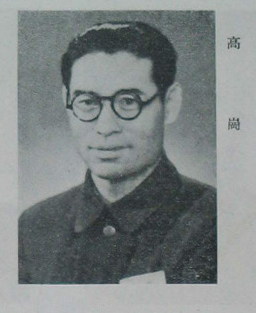
高崗
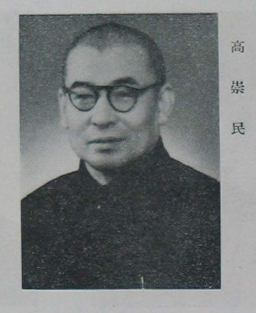
高崇民
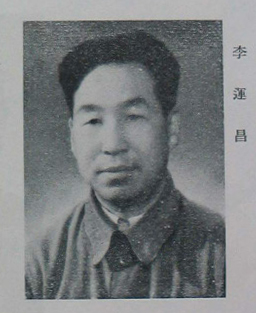
李運昌
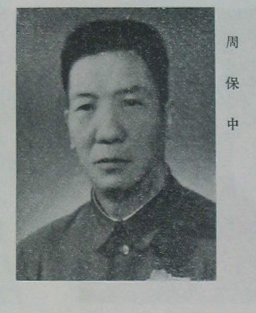
周保中
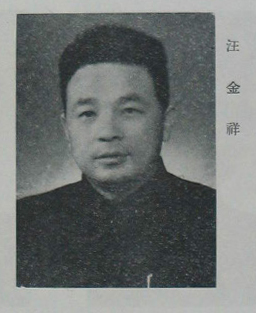
汪金祥
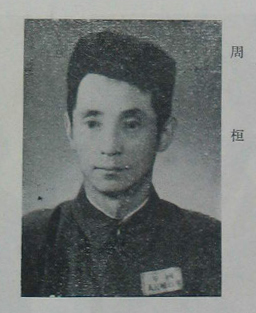
周桓
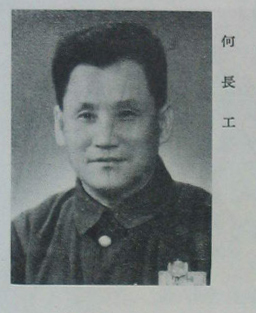
何長工
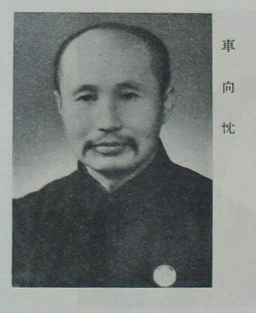
車向忱
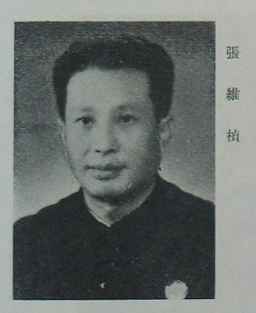
張維楨
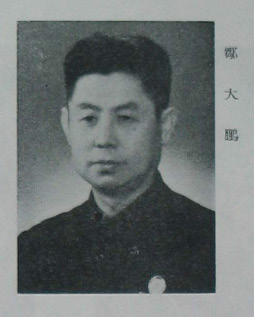
鄒大鵬
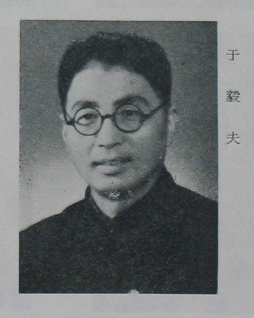
于毅夫
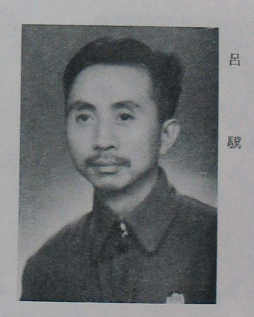
呂驥
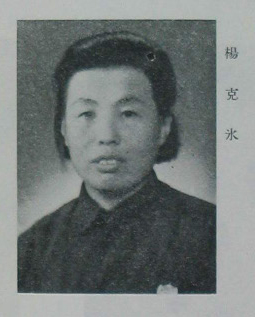
楊克冰
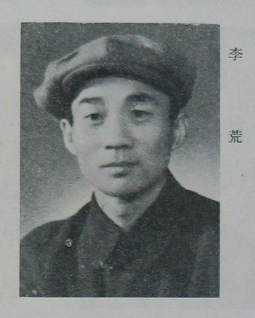
李荒
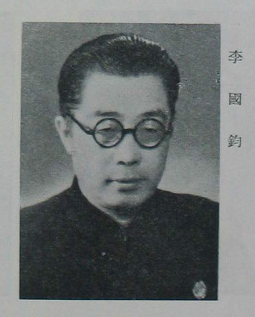
李國鈞
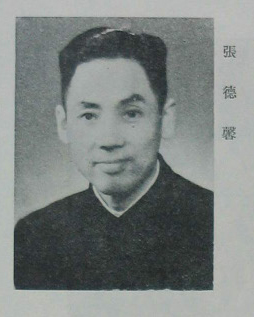
張德馨
趙文全

#### 一九、華中解放區
正式代表十五人，候補代表二人

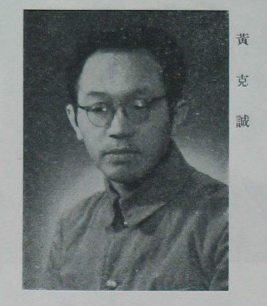
黃克誠
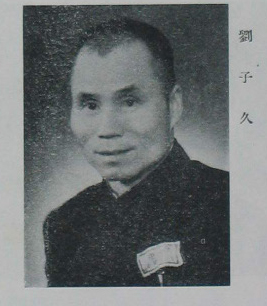
劉子久
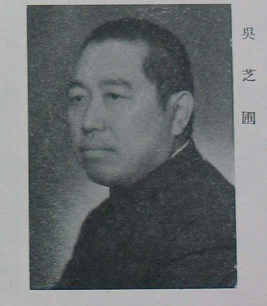
吳芝圃
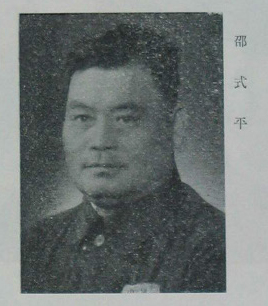
邵式平
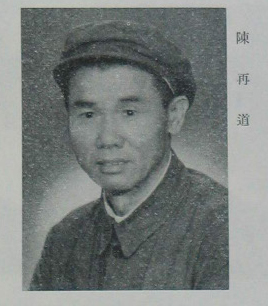
陳再道
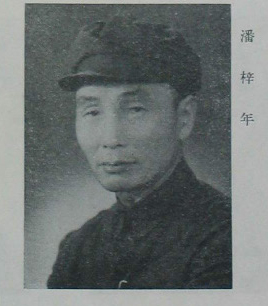
潘梓年
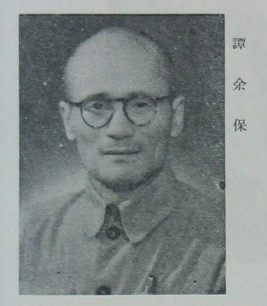
譚余保
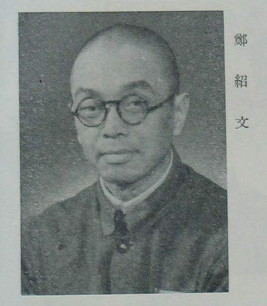
鄭紹文
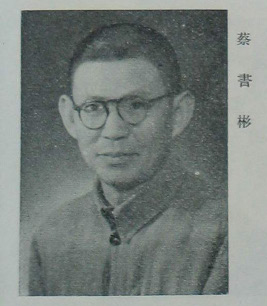
蔡書彬
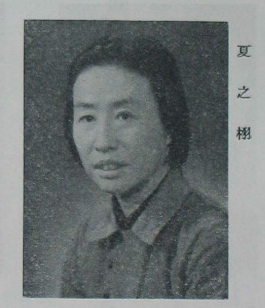
夏之栩
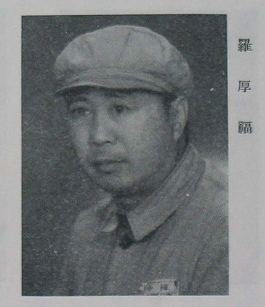
羅厚福
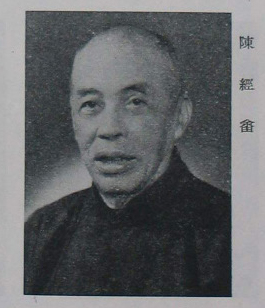
陳經畬
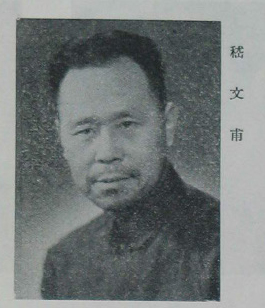
嵇文甫
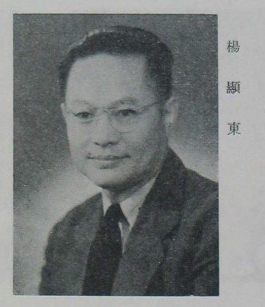
楊顯東
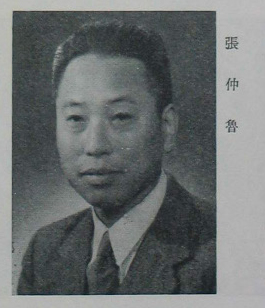
張仲魯
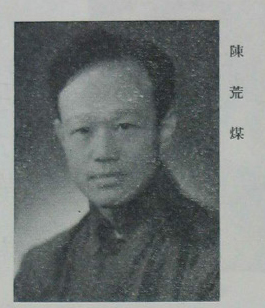
陳荒煤
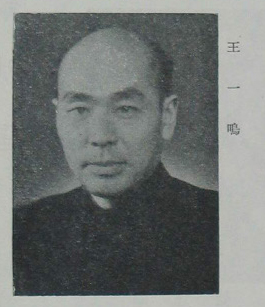
王一鳴

#### 二〇、華南解放區
正式代表八人，候補代表一人

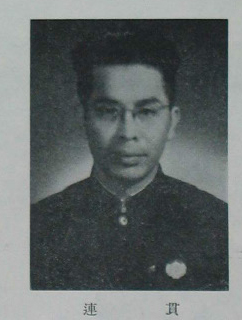
连贯
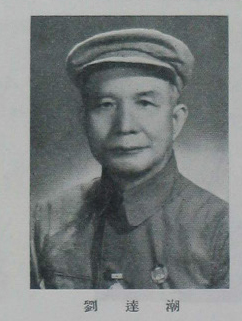
劉達潮
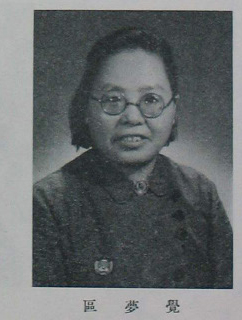
區夢覺
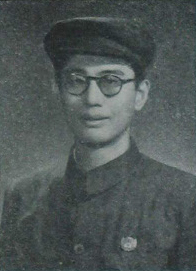
喬木
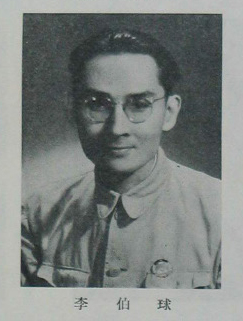
李伯球
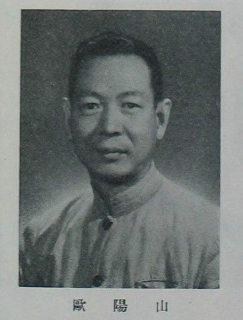
歐陽山
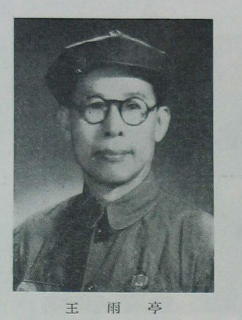
王雨亭
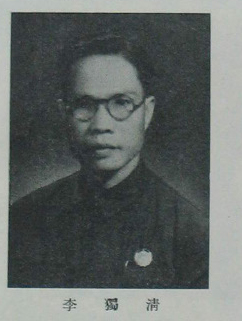
李獨清
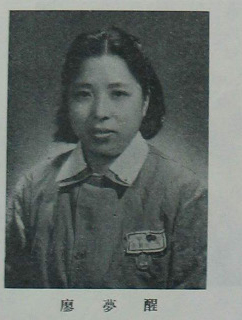
廖夢醒

#### 二一、內蒙古自治區
正式代表六人，候補代表一人

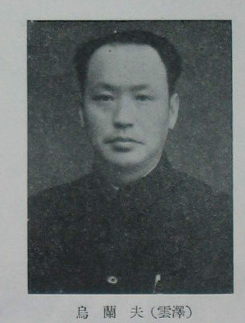
烏蘭夫
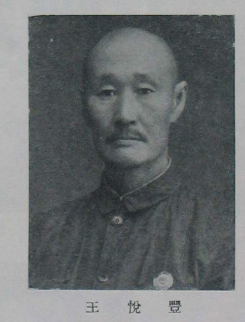
王悅豐
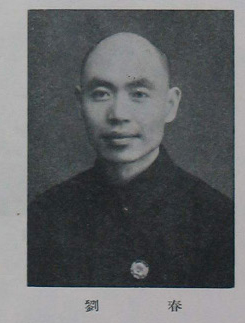
劉春
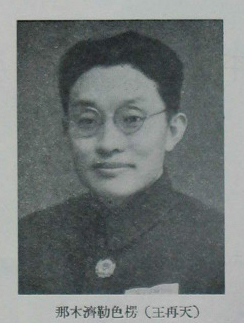
那木濟勒色楞
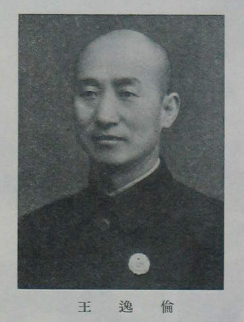
王逸倫
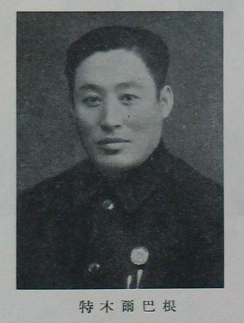
特木爾巴根
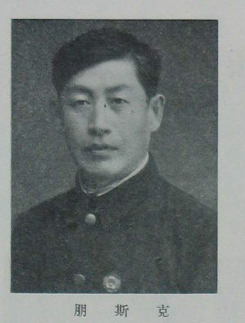
朋斯克

#### 二二、北平天津兩直屬市
正式代表六人，候補代表一人

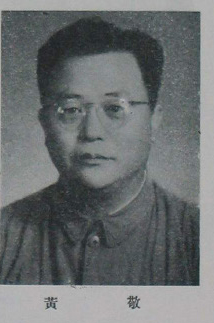
黃敬
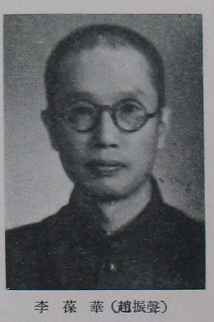
李葆華
郭尚義
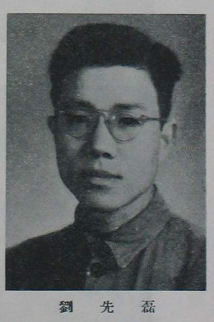
劉先磊
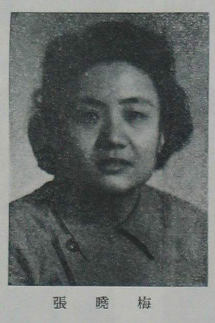
張曉梅
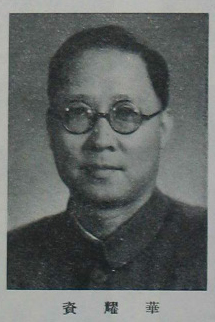
資耀華
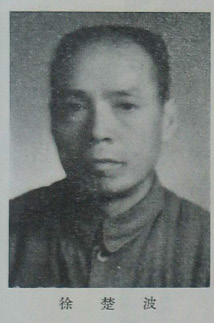
徐楚波

#### 二三、待解放區民主人士
正式代表七人，候補代表一人

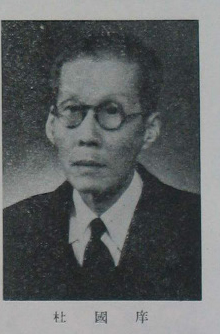
杜國庠
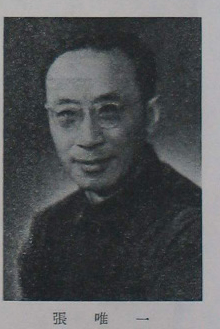
張唯一
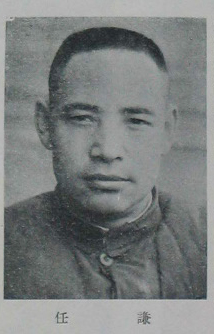
任謙
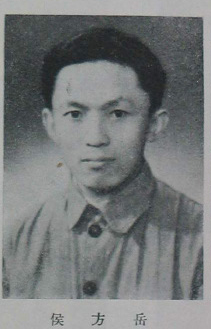
侯方岳
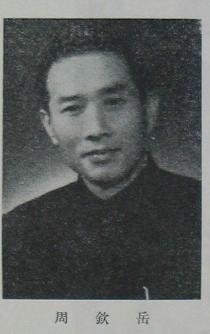
周欽岳
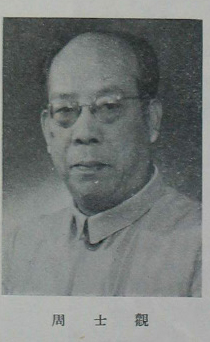
周士觀
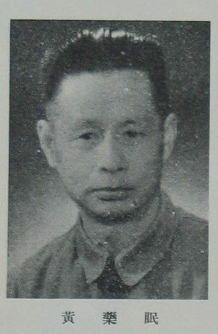
黃藥眠
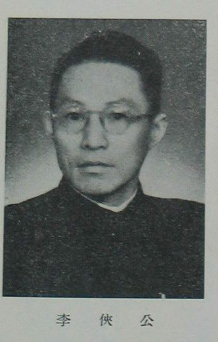
李俠公

### （丙）軍隊代表

#### 二四、中國人民解放軍總部
正式代表十二人，候補代表二人

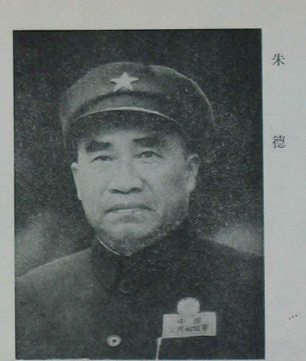
朱德
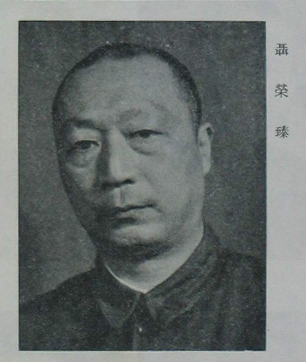
聶榮臻
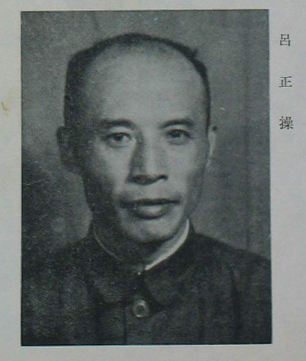
呂正操
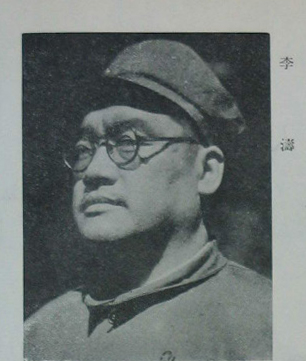
李濤
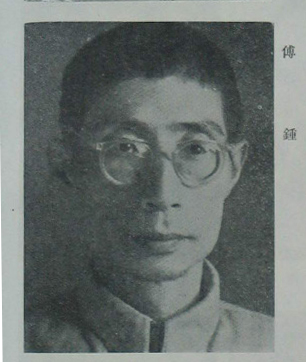
傅鍾
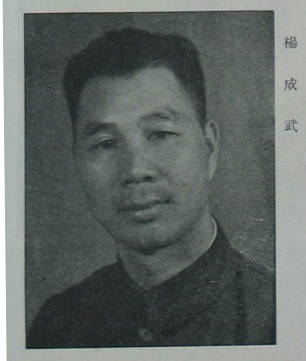
楊成武
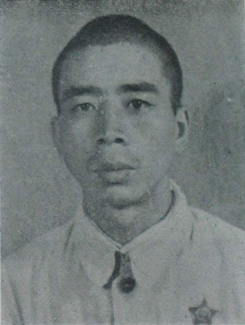
李國英
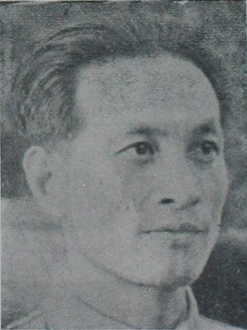
王諍
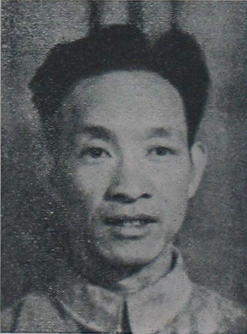
楊奇清
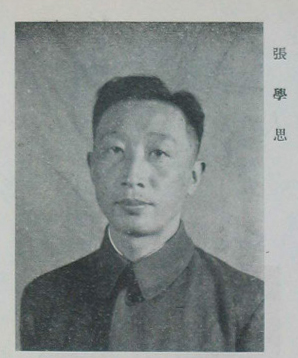
張學思
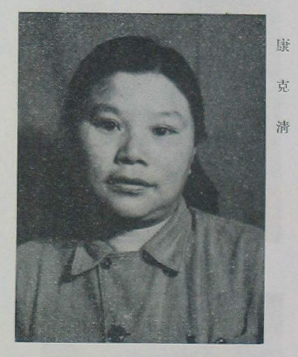
康克清
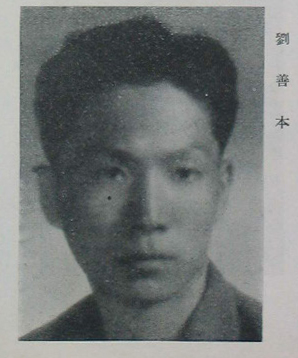
劉善本
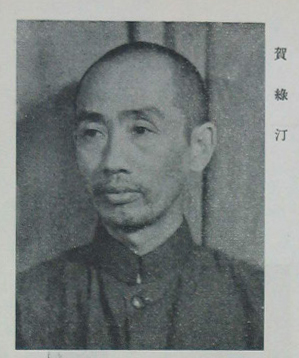
賀綠汀
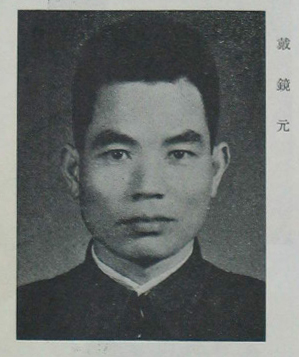
戴鏡元

#### 二五、中國人民解放軍第一野戰軍
正式代表十人，候補代表二人

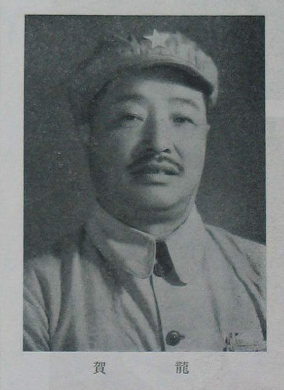
賀龍
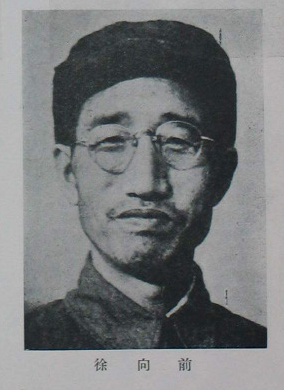
徐向前
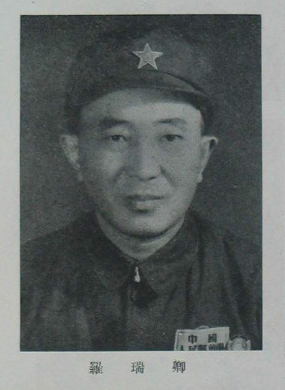
羅瑞卿
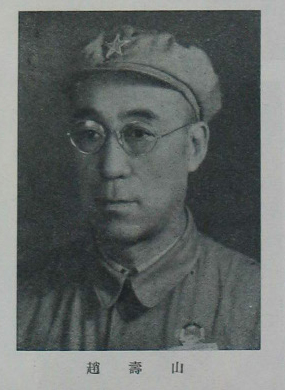
趙壽山
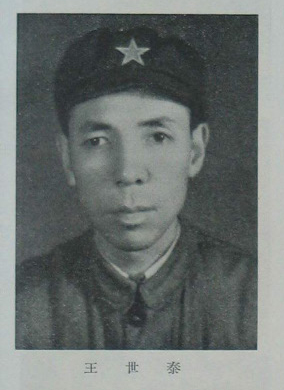
王世泰
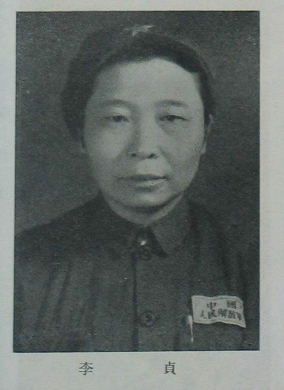
李貞
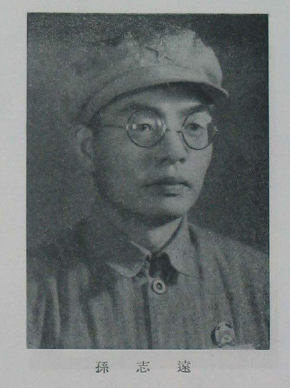
孫志遠
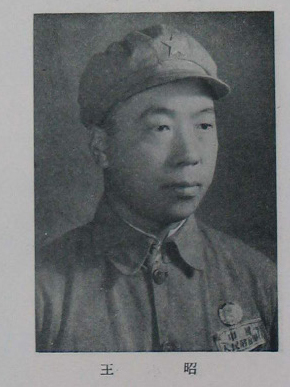
王昭
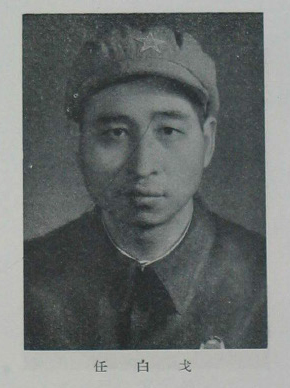
任白戈
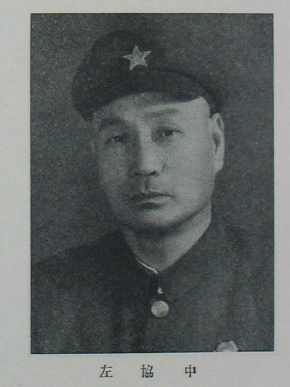
左協中
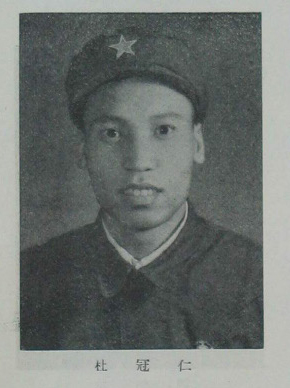
杜冠仁
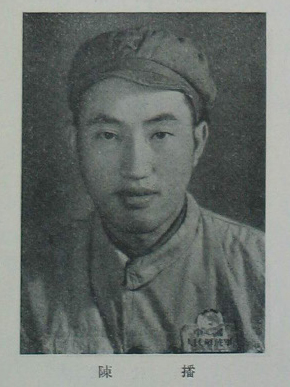
陳播

#### 二六、中國人民解放軍第二野戰軍
正式代表十人，候補代表二人

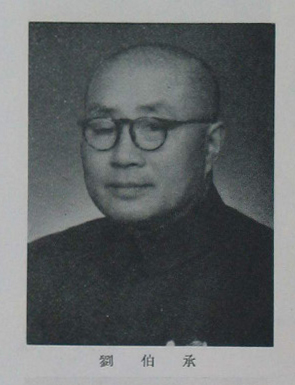
劉伯承
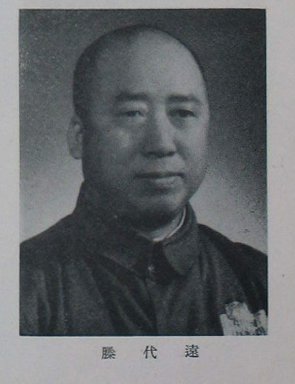
滕代遠
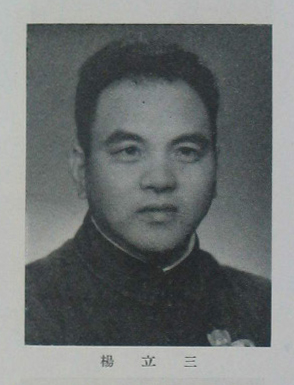
楊立三
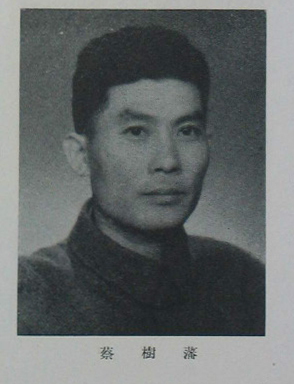
蔡樹藩
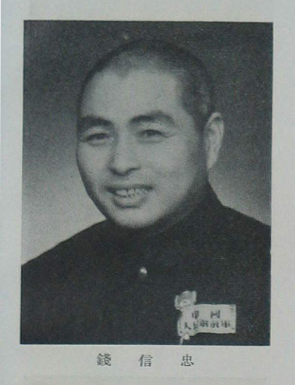
錢信忠
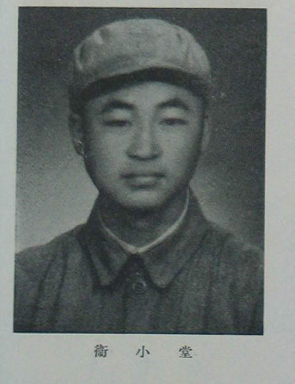
衛小堂
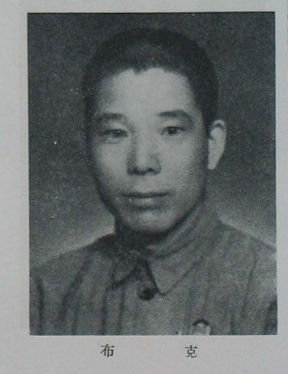
布克
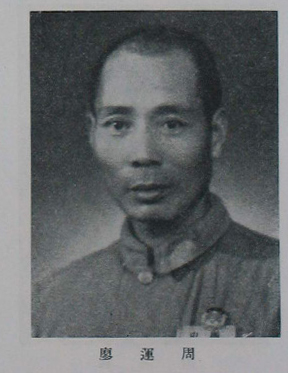
廖運周
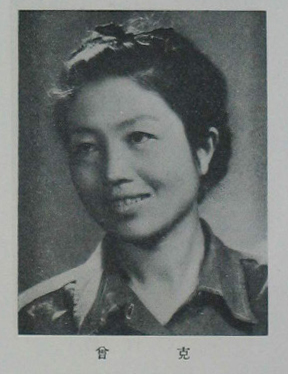
曾克
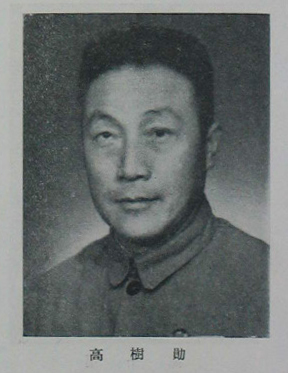
高樹勛
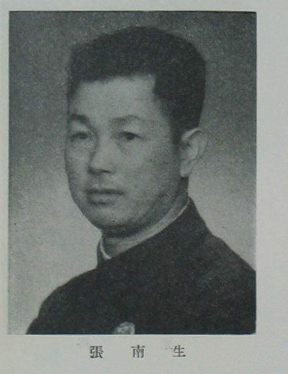
張南生
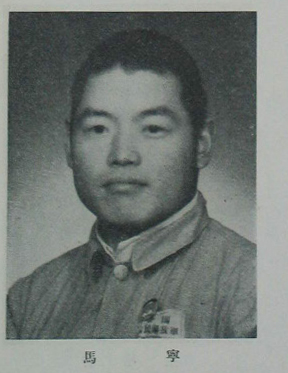
馬寧

#### 二七、中國人民解放軍第三野戰軍
正式代表十人，候補代表二人

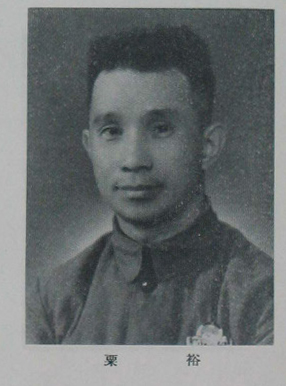
粟裕
王建安
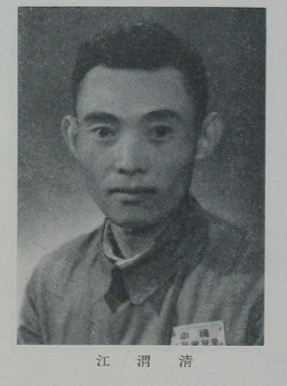
江渭清
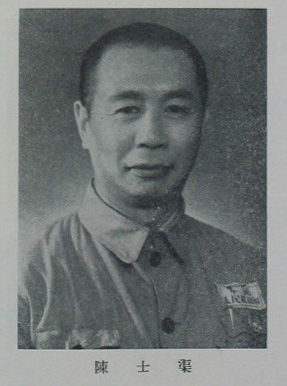
陳士榘
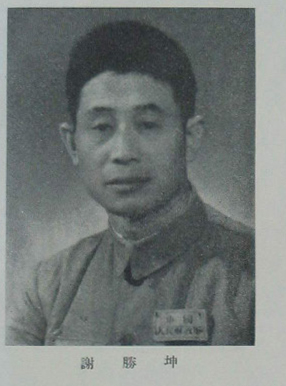
謝勝坤
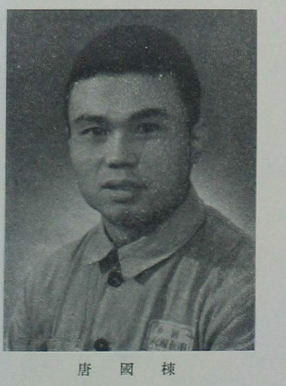
唐國棟
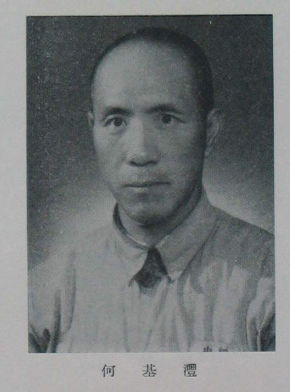
何基灃
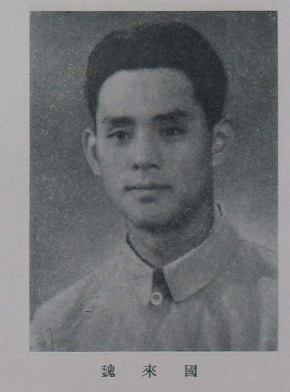
魏來國
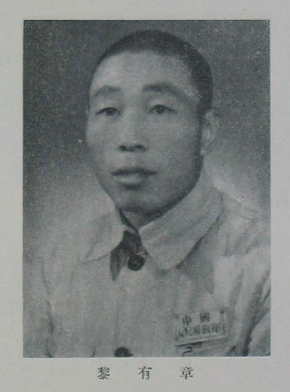
黎有章
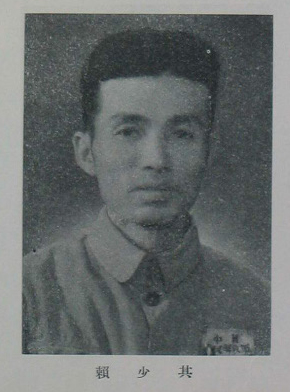
賴少其
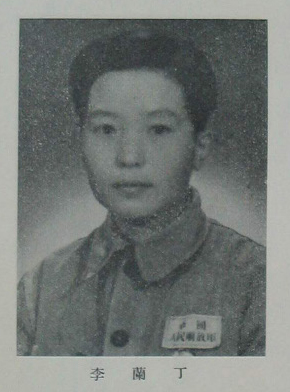
李蘭丁
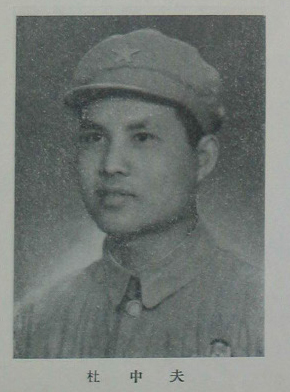
杜中夫

#### 二八、中國人民解放軍第四野戰軍
正式代表十人，候補代表二人

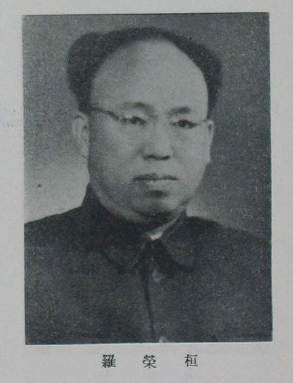
羅榮桓
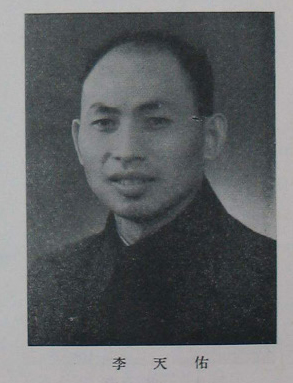
李天佑
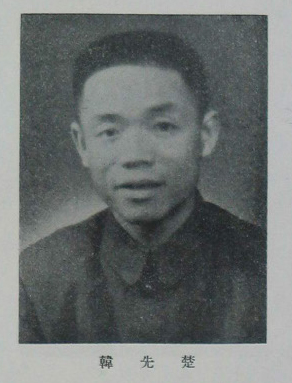
韓先楚
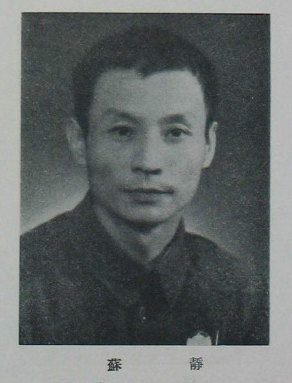
蘇靜
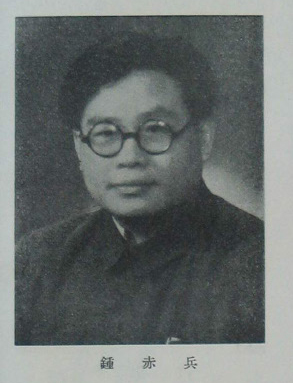
鍾赤兵
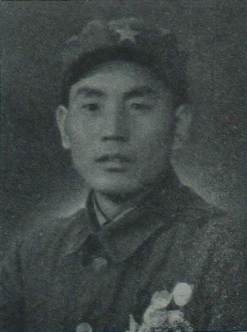
劉梅村
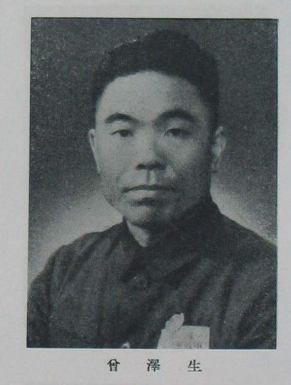
曾澤生
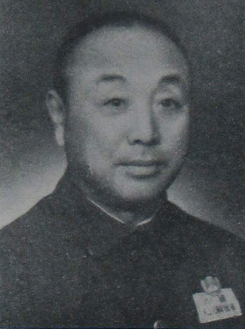
張軫
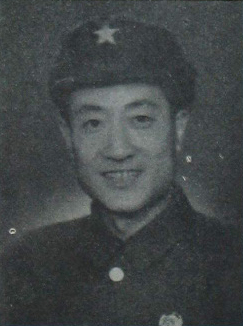
劉白羽
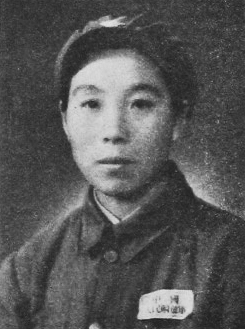
丁志輝
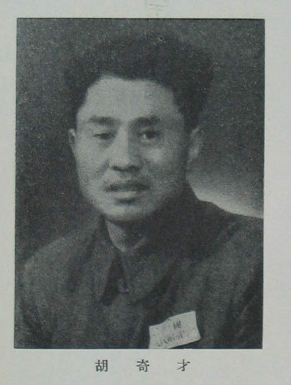
胡奇才
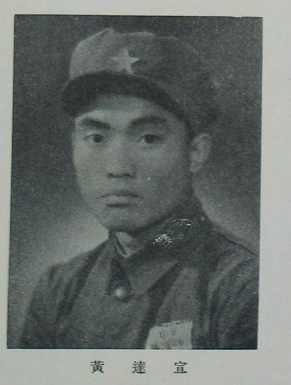
黃達宣

#### 二九、華南人民解放軍
正式代表八人，候補代表一人

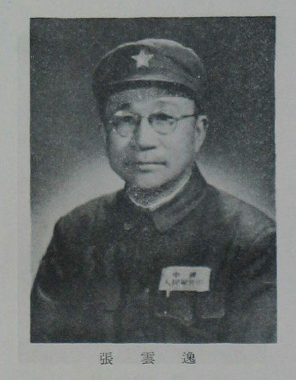
張雲逸
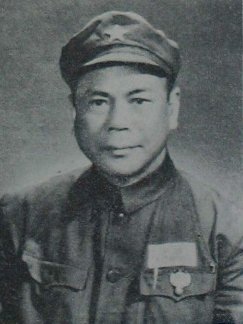
古大存
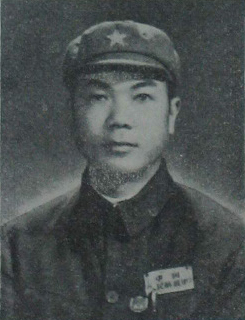
陳漫遠
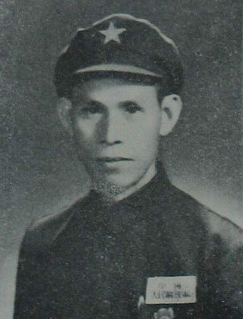
馬白山
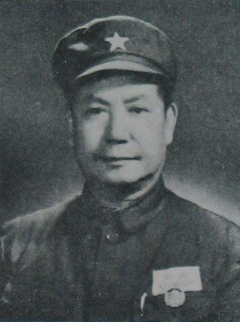
吳奇偉
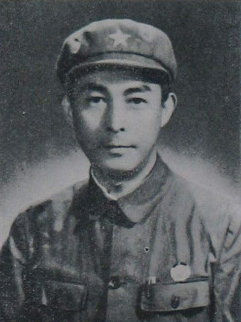
馮乃超
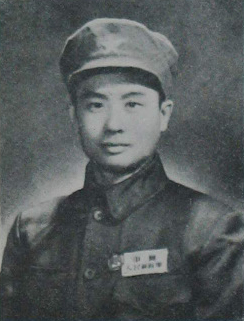
羅範群
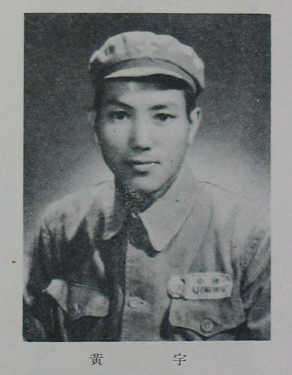
黃宇
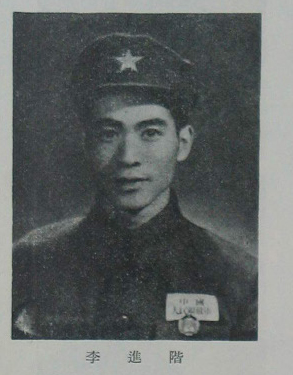
李進階

### （丁）團體代表

#### 三〇、中華全國總工會
正式代表十六人，候補代表二人

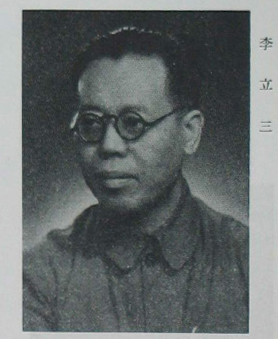
李立三
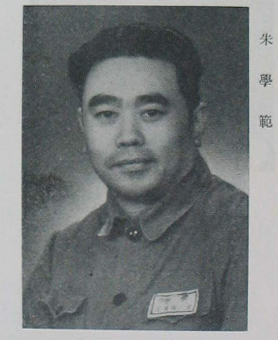
朱學範
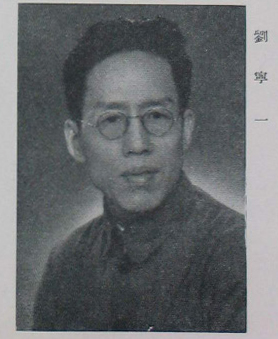
劉寧一
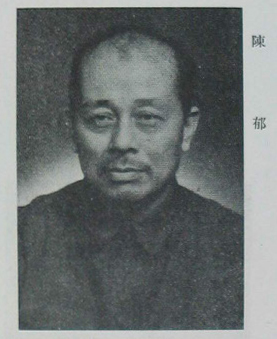
陳郁
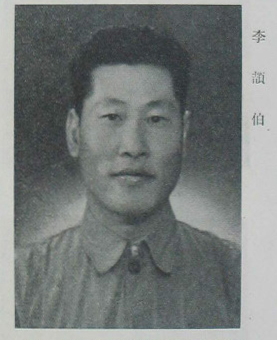
李頡伯
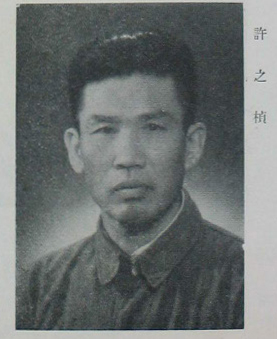
許之楨
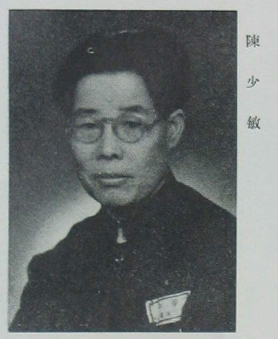
陳少敏
栗再溫
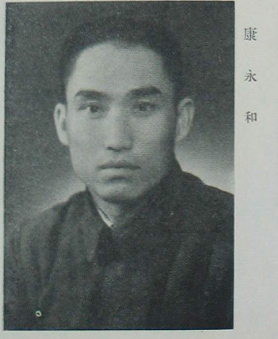
康永和
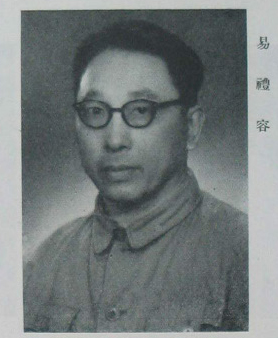
易禮容
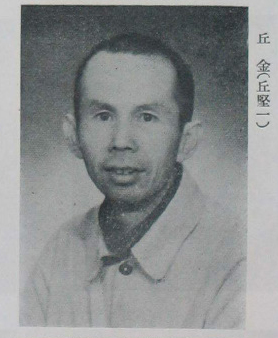
丘金
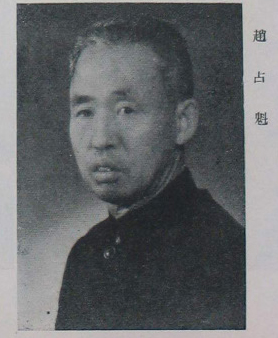
趙占魁
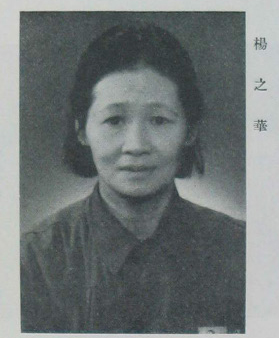
楊之華
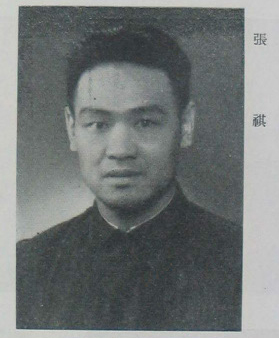
張祺
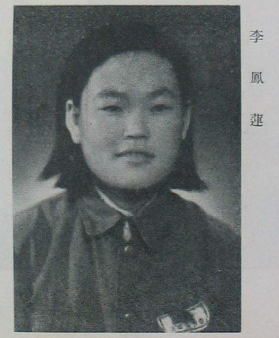
李鳳蓮
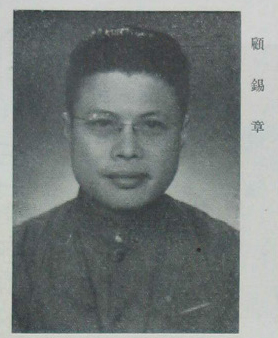
顧錫章
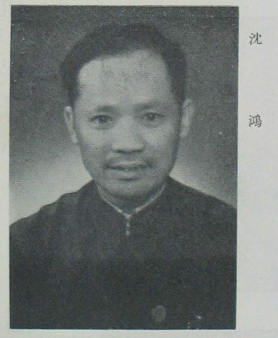
沈鴻
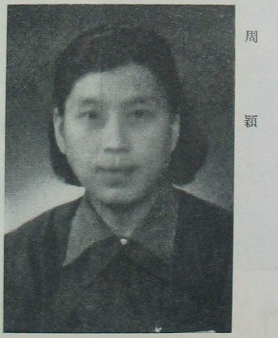
周穎

#### 三一、各解放區農民團體
正式代表十六人，候補代表二人

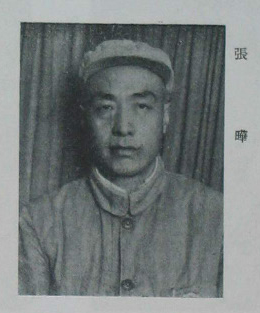
張曄
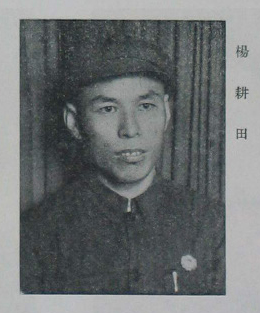
楊耕田
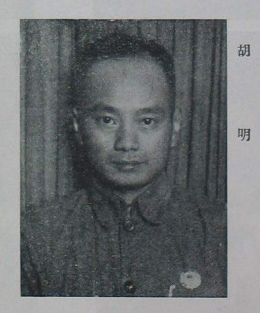
胡明
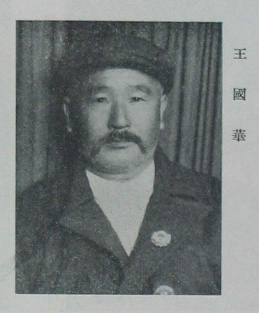
王國華
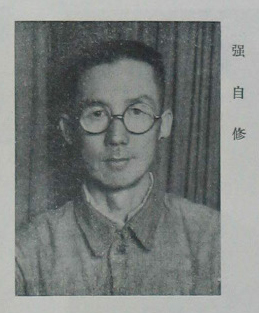
強自修
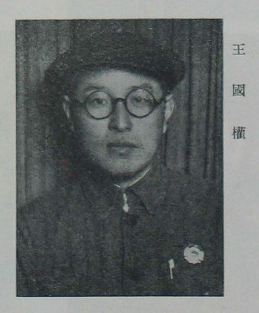
王國權
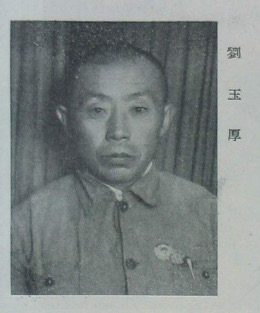
劉玉厚
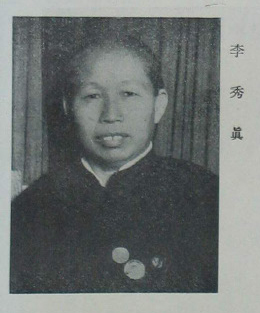
李秀真
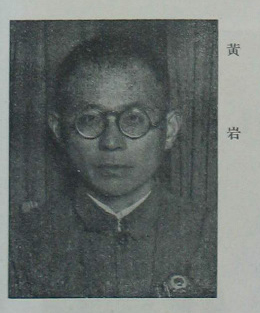
黃岩
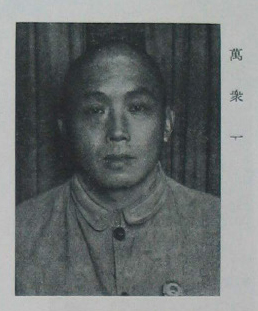
萬眾一
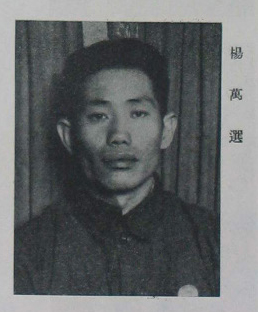
楊萬選
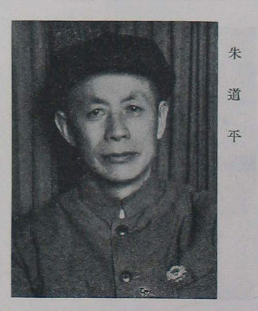
朱道平
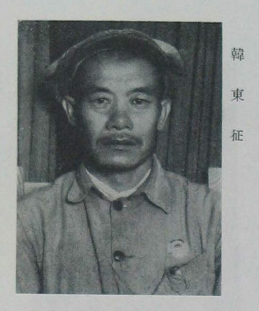
韓東征
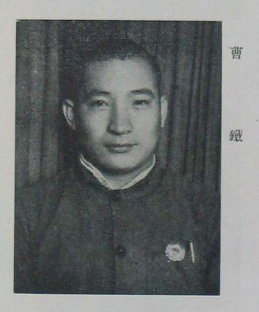
曹鐵
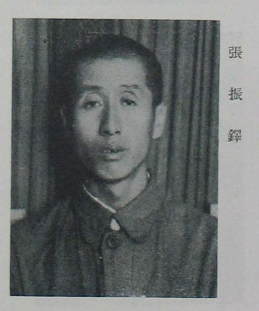
張振鐸
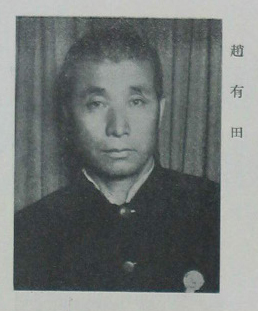
趙有田
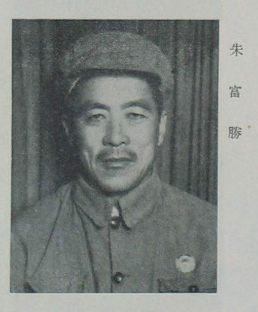
朱富勝
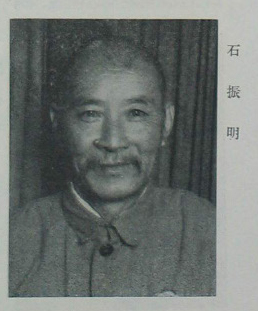
石振明

#### 三二、中華全國民主婦女聯合會
正式代表十五人，候補代表二人

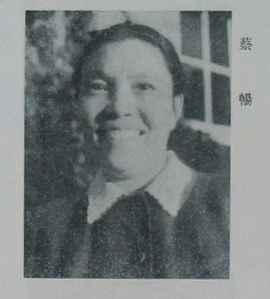
蔡暢
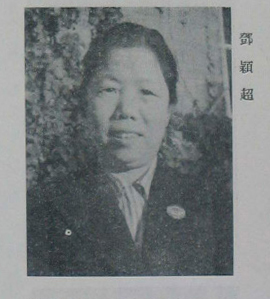
鄧穎超
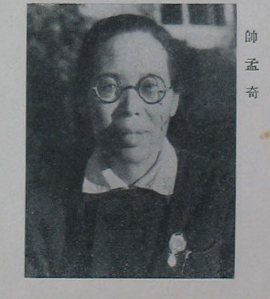
帥孟奇
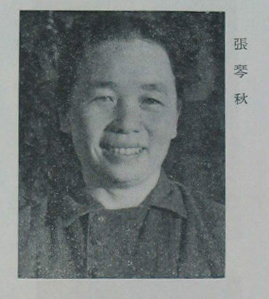
張琴秋
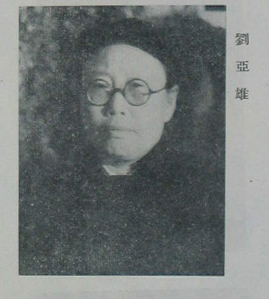
劉亞雄
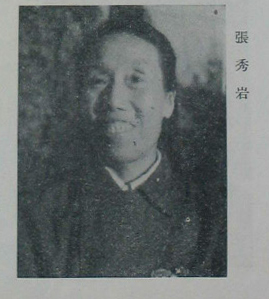
張秀岩
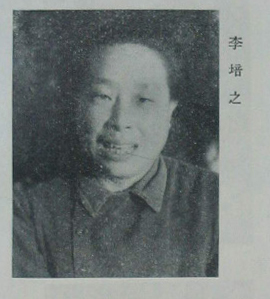
李培之
張金保
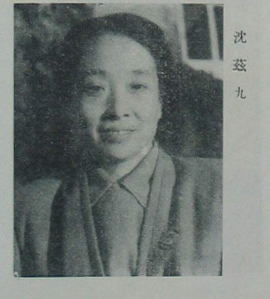
沈茲九
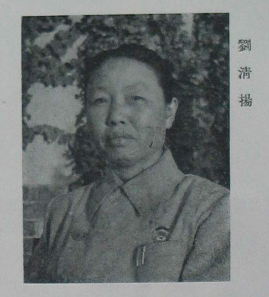
劉清揚
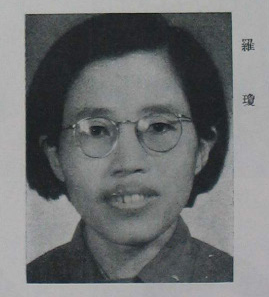
羅瓊
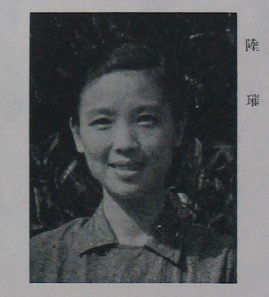
陸璀
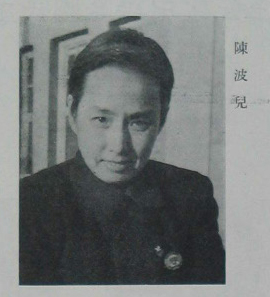
陳波兒
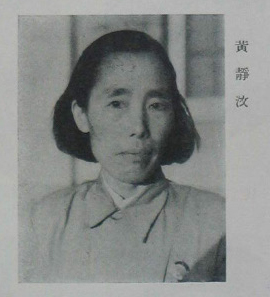
黃靜汶
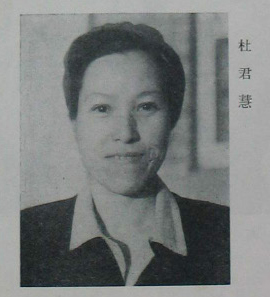
杜君慧
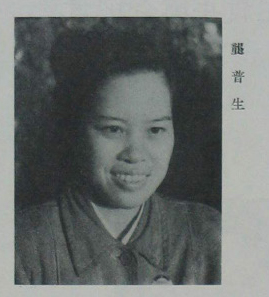
龔普生
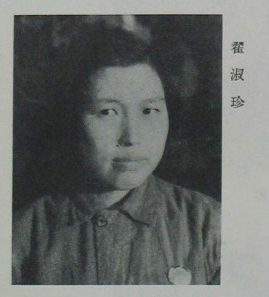
翟淑珍

#### 三三、中華全國民主青年聯合總會
正式代表十二人，候補代表二人

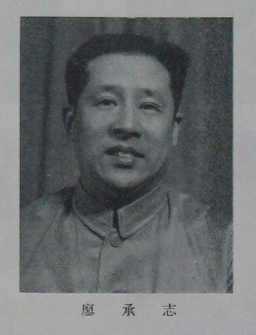
廖承志
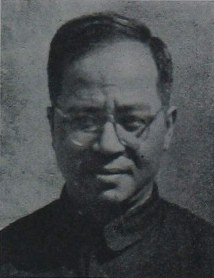
吳晗
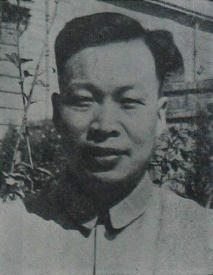
錢三強
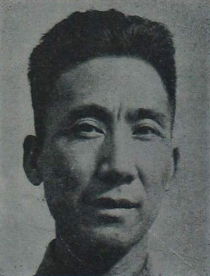
高棠
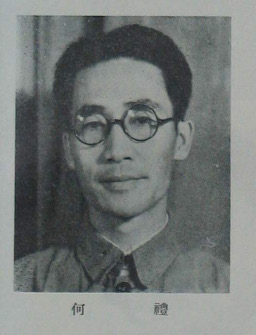
何禮
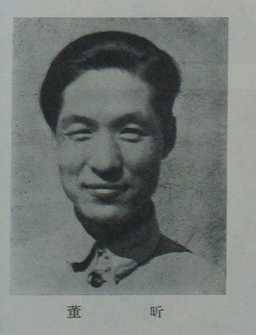
董昕
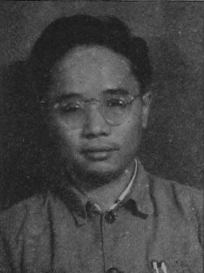
何其芳
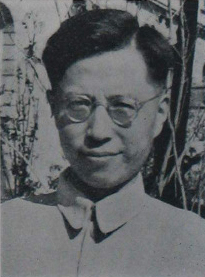
曹禺
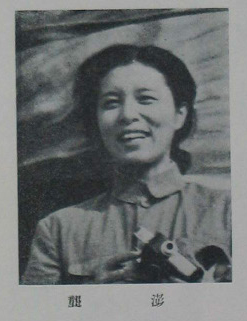
龔澎
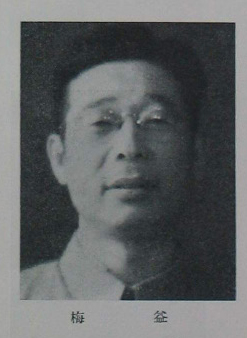
梅益
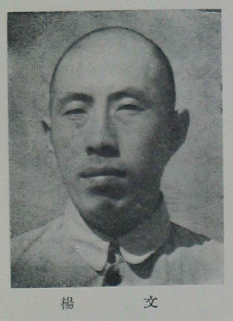
楊文
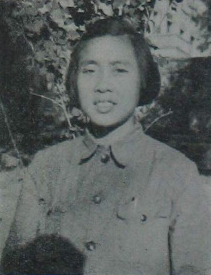
范小鳳
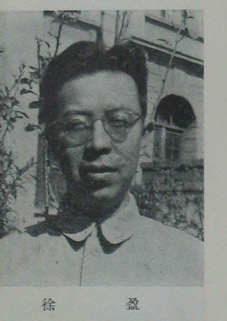
徐盈
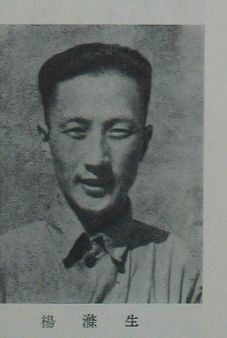
楊滌生

#### 三四、中華全國學生聯合會
正式代表九人，候補代表一人

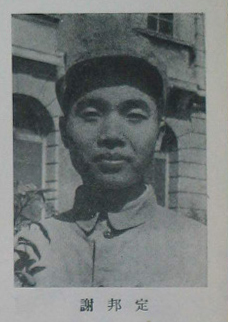
謝邦定
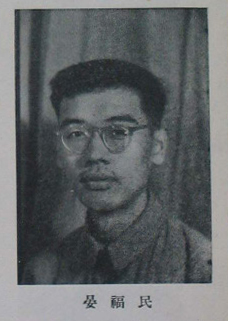
晏福民
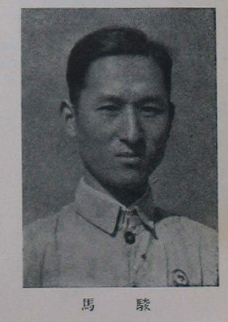
馬駿
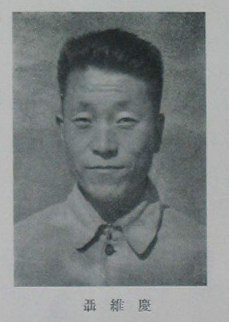
聶維慶
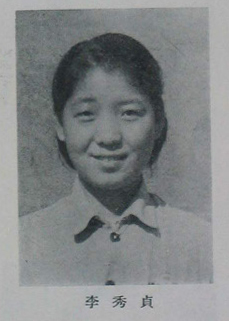
李秀貞
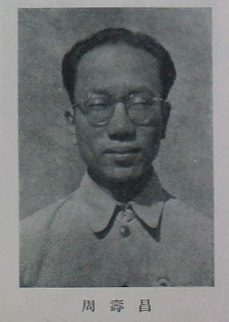
周壽昌
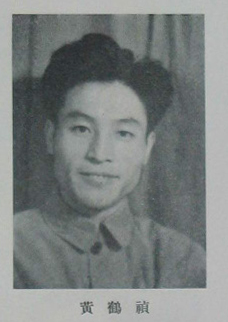
黃鶴禎
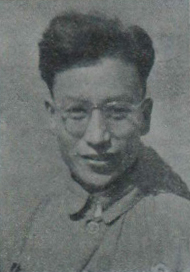
丁力
方光宇
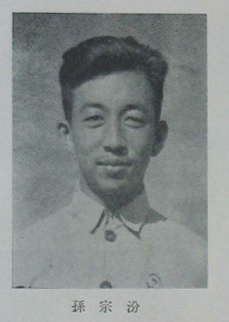
孫宗汾

#### 三五、全國工商界
正式代表十五人，候補代表二人

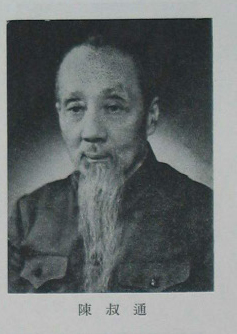
陳叔通
盛丕華
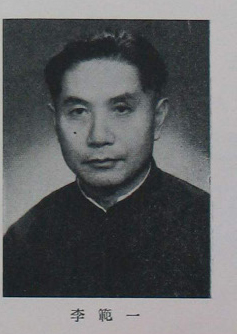
李範一
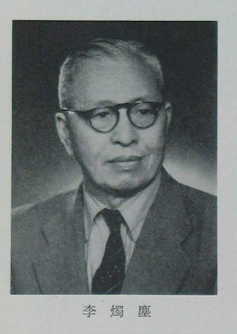
李燭塵
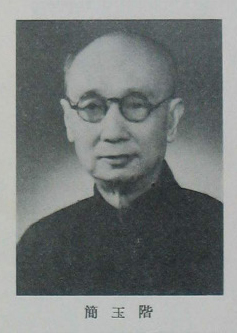
簡玉階
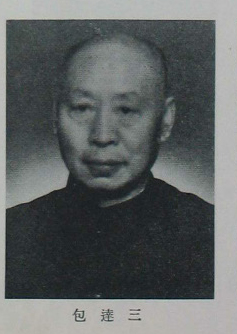
包達三
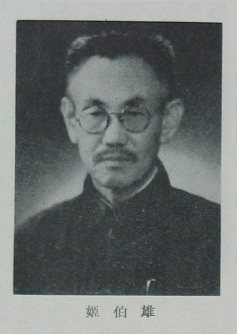
姬伯雄
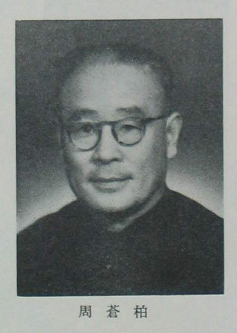
周蒼柏
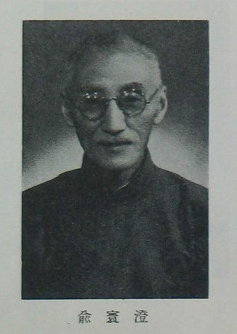
俞寰澄
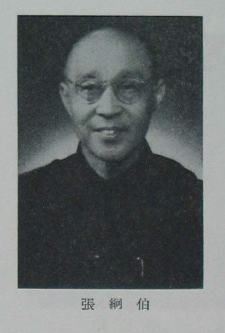
張絅伯
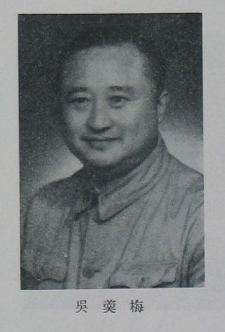
吳羹梅
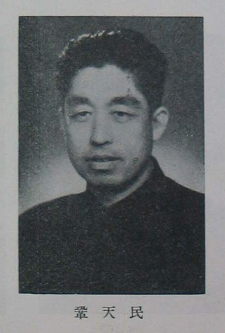
鞏天民
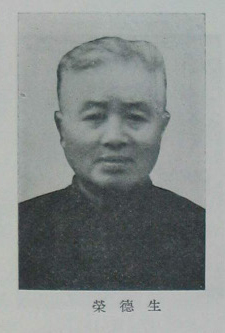
榮德生
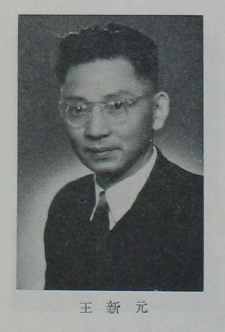
王新元
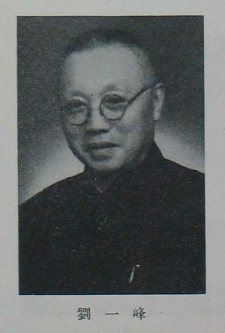
劉一峰
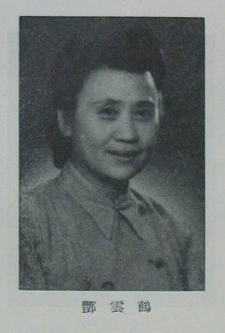
酆雲鶴
馮少山

#### 三六、上海各人民團體
正式代表九人，候補代表一人

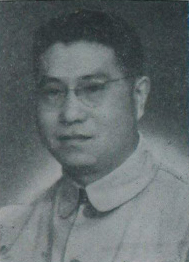
劉曉
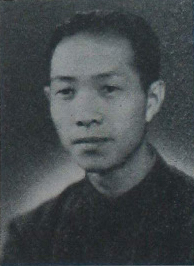
朱俊欣
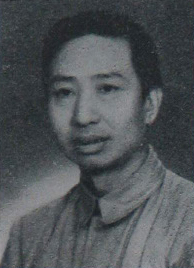
吳克堅
馮雪峰
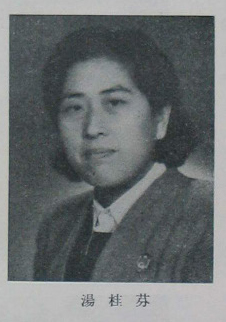
湯桂芬
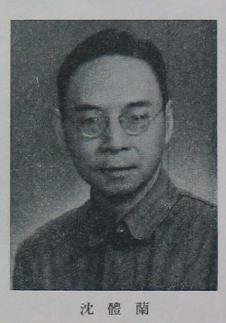
沈體蘭
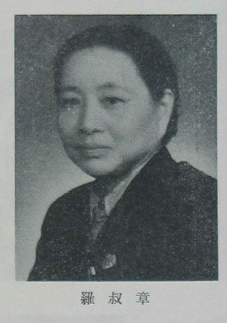
羅叔章
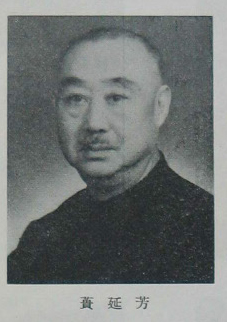
蕢延芳
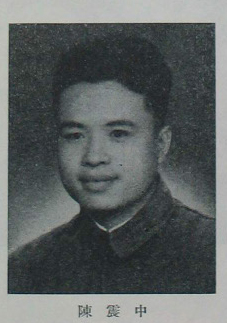
陳震中
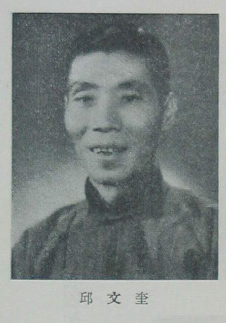
邱文奎

#### 三七、中華全國文學藝術界聯合會
正式代表十五人，候補代表二人

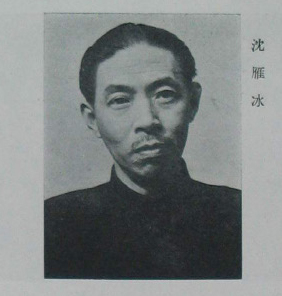
沈雁冰
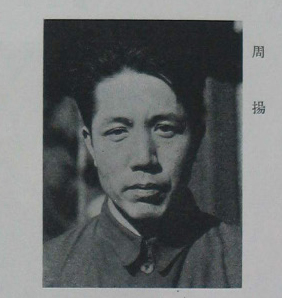
周揚
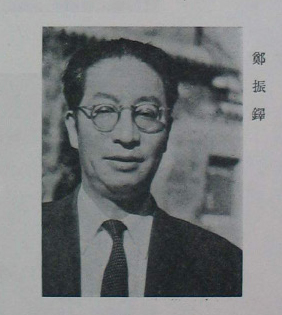
鄭振鐸
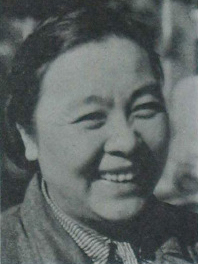
丁玲
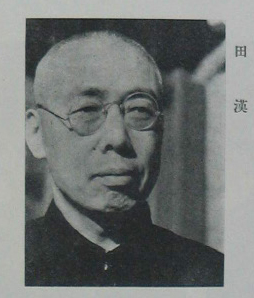
田漢
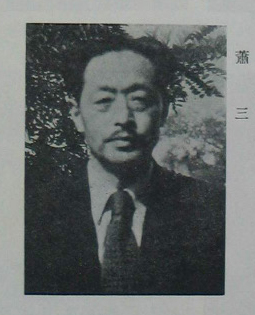
蕭三
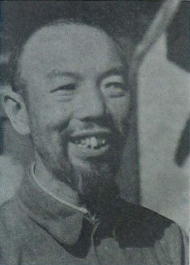
柯仲平
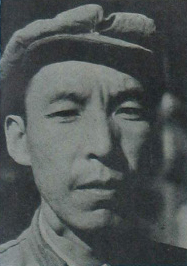
趙樹理
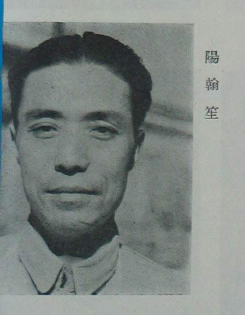
陽翰笙
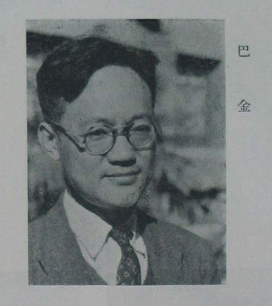
巴金
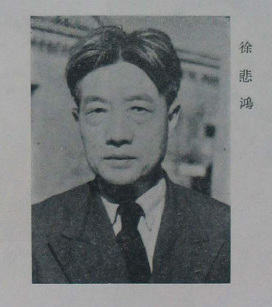
徐悲鴻
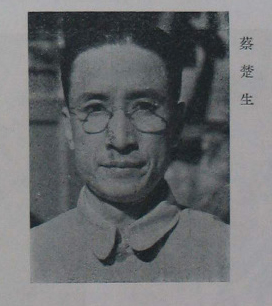
蔡楚生
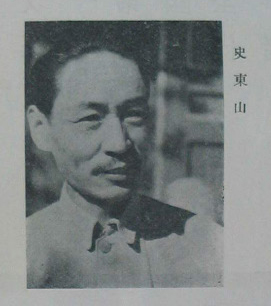
史東山
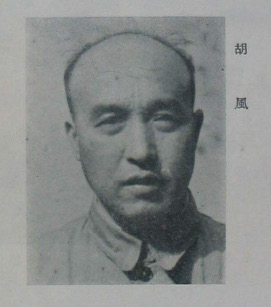
胡風
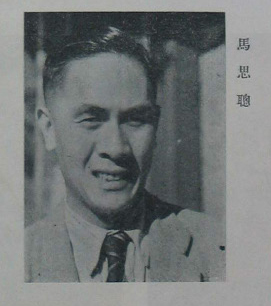
馬思聰
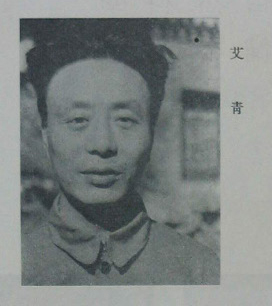
艾青
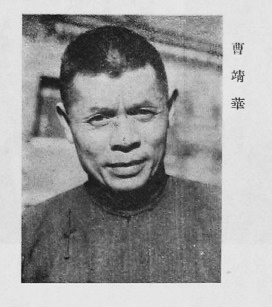
曹靖華

#### 三八、中華全國第一次自然科學工作者代表大會籌備委員會
正式代表十五人，候補代表二人

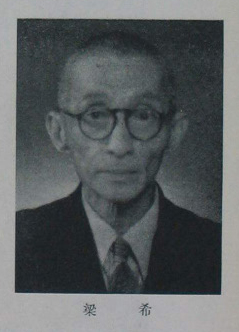
梁希
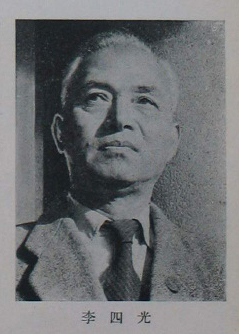
李四光
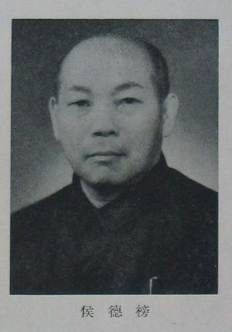
侯德榜
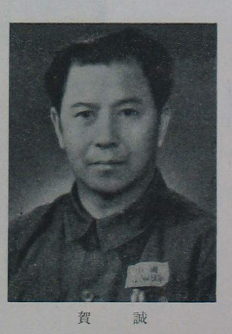
賀誠
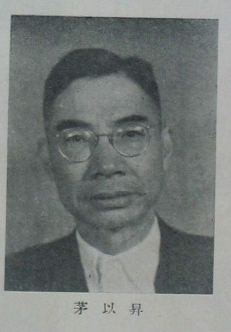
茅以昇
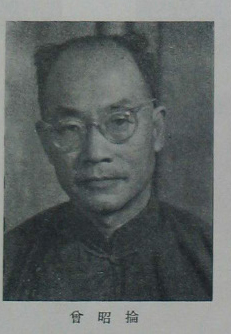
曾昭掄
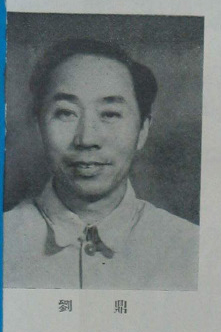
劉鼎
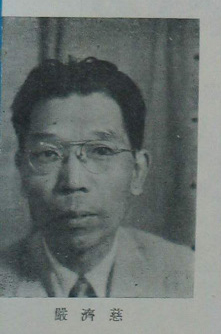
嚴濟慈
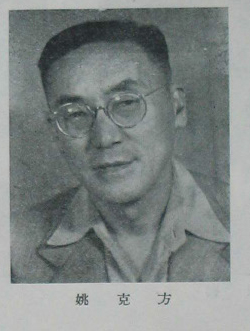
姚克方
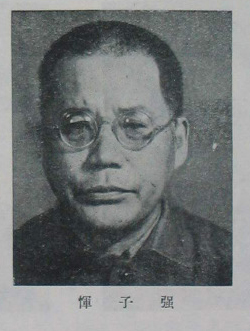
惲子強
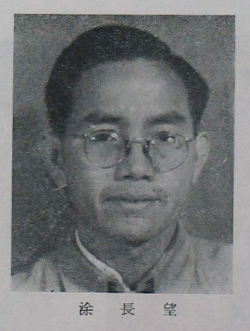
涂長望
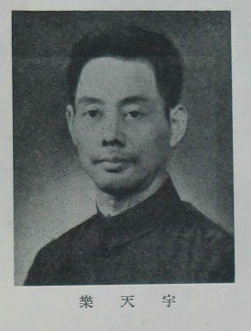
樂天宇
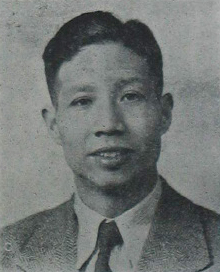
丁瓚
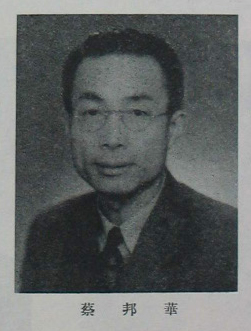
蔡邦華
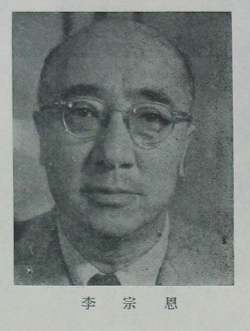
李宗恩
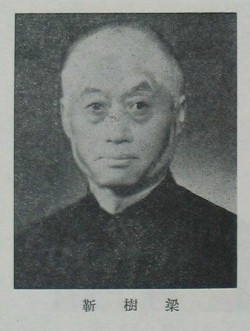
靳樹梁
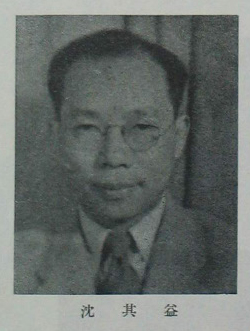
沈其益

#### 三九、中華全國教育工作者代表會議籌備委員會
正式代表十五人，候補代表二人

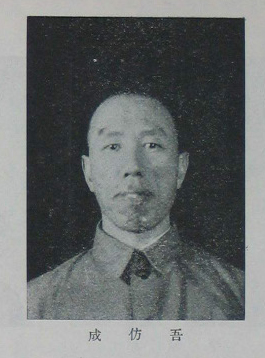
成仿吾
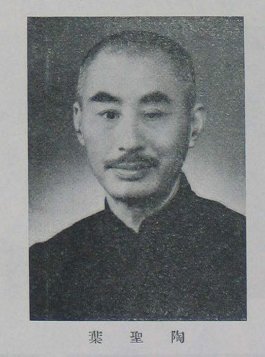
葉聖陶
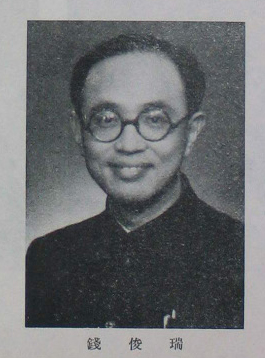
錢俊瑞
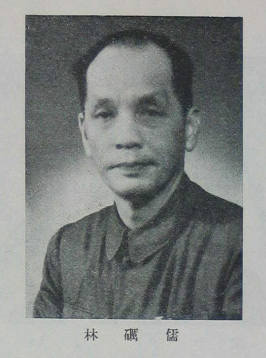
林礪儒
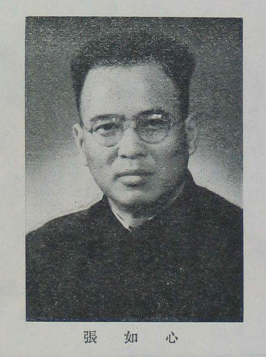
張如心
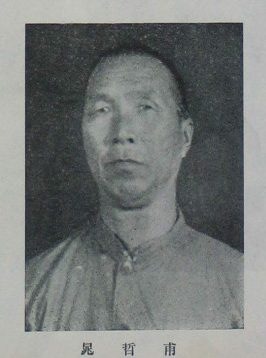
晁哲甫
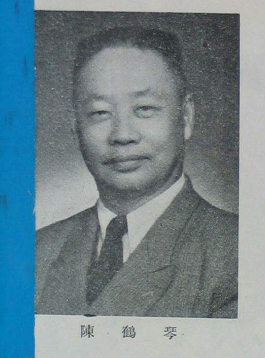
陳鶴琴
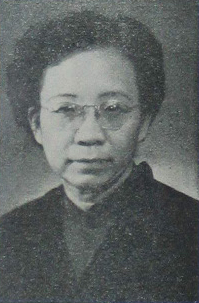
俞慶棠
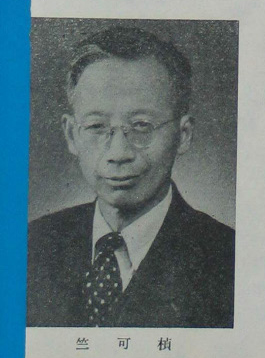
竺可楨
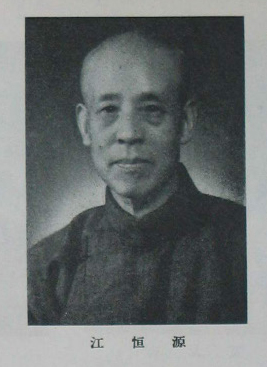
江恆源
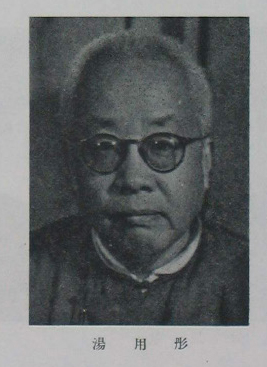
湯用彤
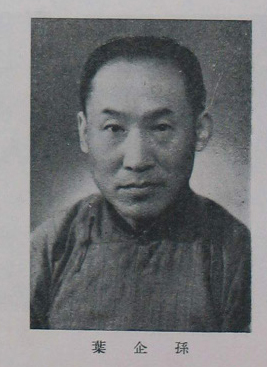
葉企孫
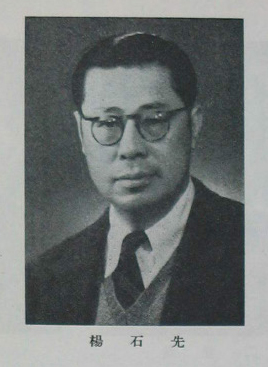
楊石先
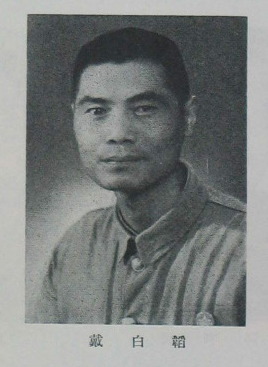
戴白韜
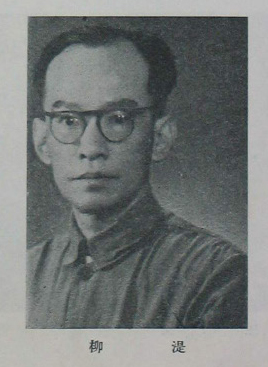
柳湜
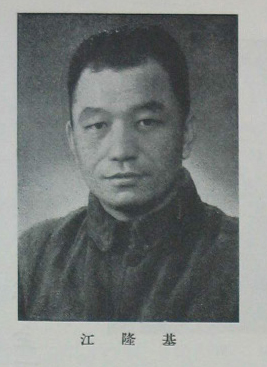
江隆基
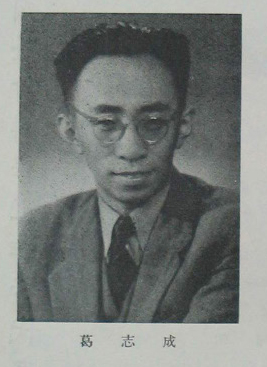
葛志成

#### 四〇、中華全國社會科學工作者代表會議籌備會
正式代表十五人，候補代表二人

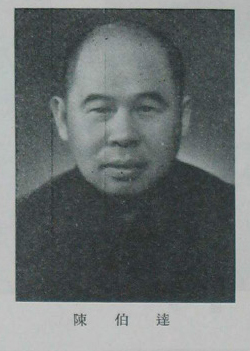
陳伯達
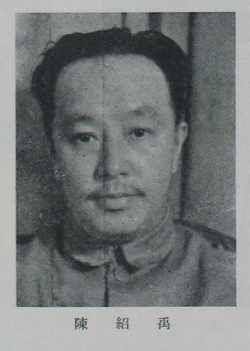
陳紹禹
范文瀾
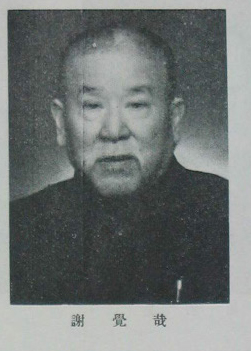
謝覺哉
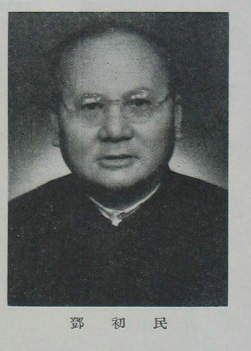
鄧初民
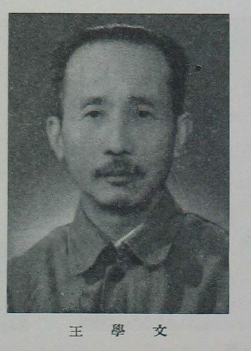
王學文
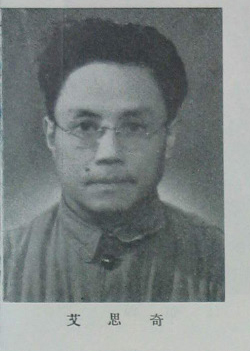
艾思奇
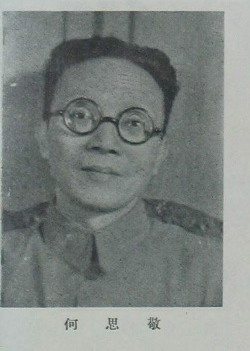
何思敬
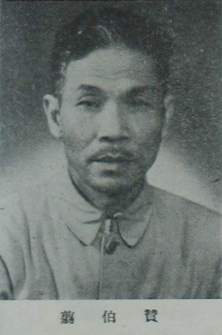
翦伯贊
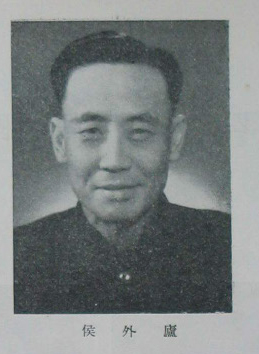
侯外廬
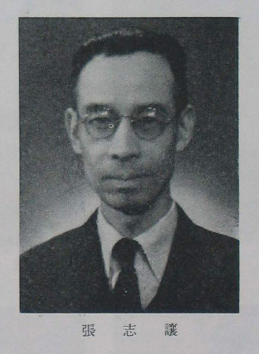
張志讓
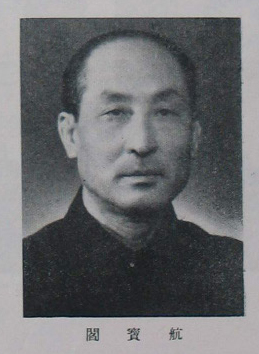
閻寶航
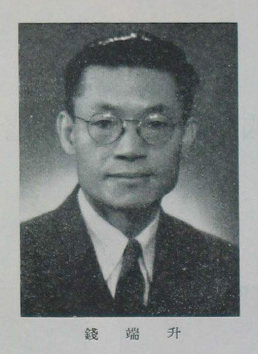
錢端升
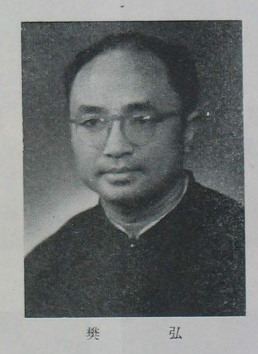
樊弘
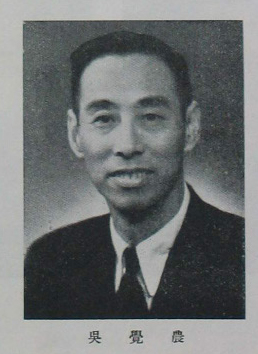
吳覺農
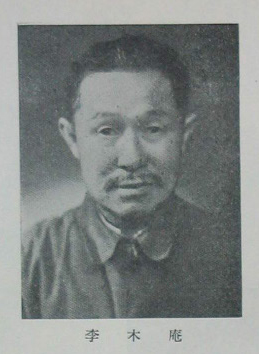
李木庵
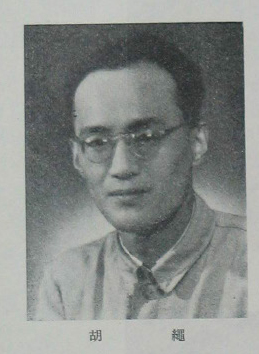
胡繩

#### 四一、中華全國新聞工作者協會籌備會
正式代表十二人，候補代表二人

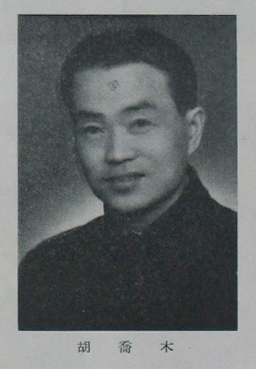
胡喬木
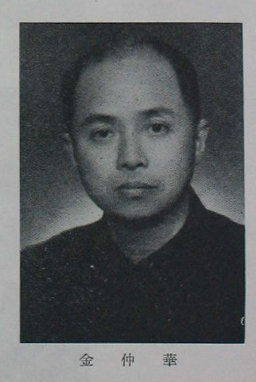
金仲華
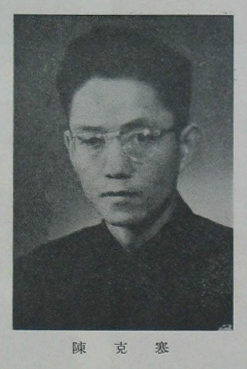
陳克寒
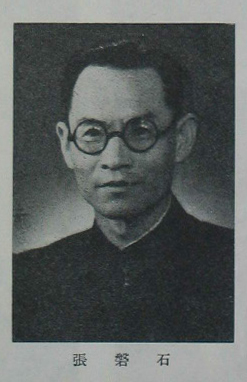
張磐石
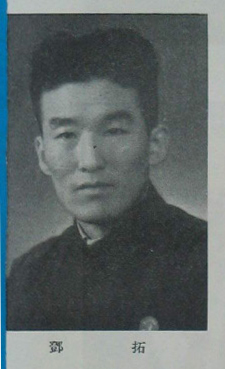
鄧拓
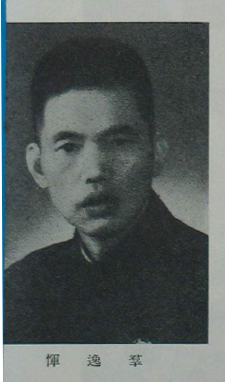
惲逸群
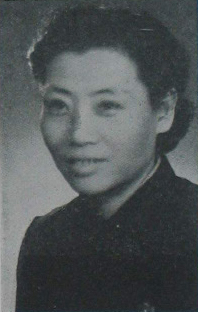
楊剛
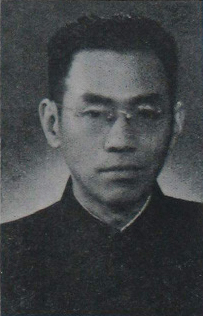
邵宗漢
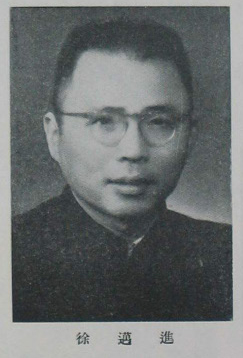
徐邁進
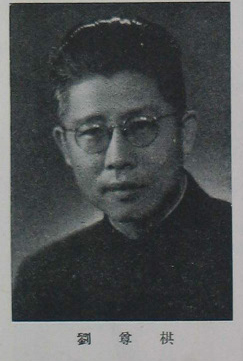
劉尊棋
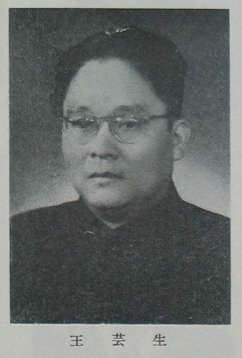
王芸生
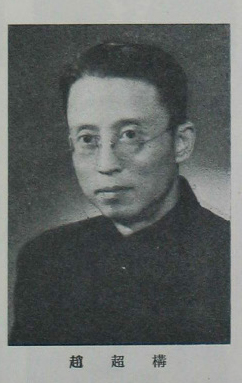
趙超構
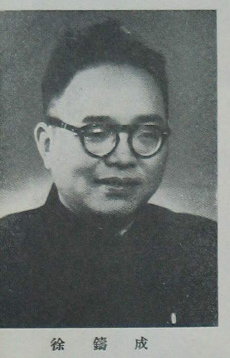
徐鑄成
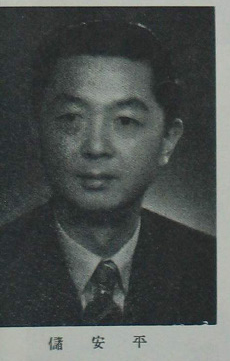
儲安平

#### 四二、自由職業界民主人士
正式代表十人，候補代表二人

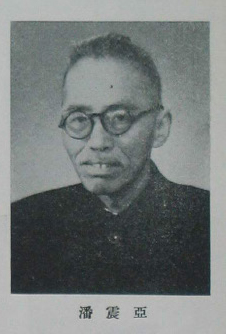
潘震亞
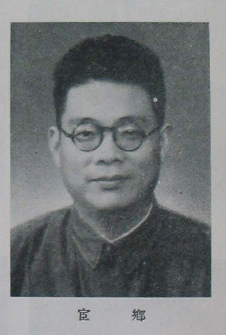
宦鄉
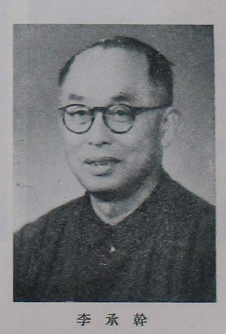
李承幹
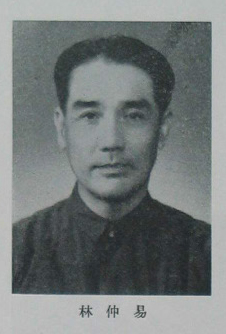
林仲易
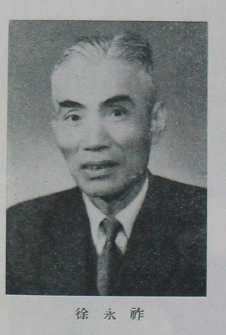
徐永祚
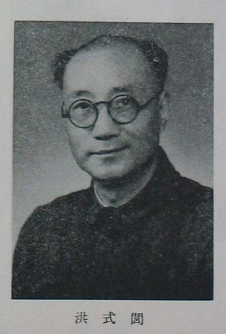
洪式閭
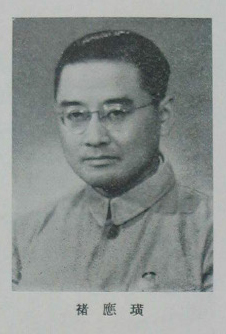
褚應璜
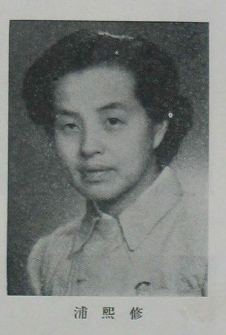
浦熙修
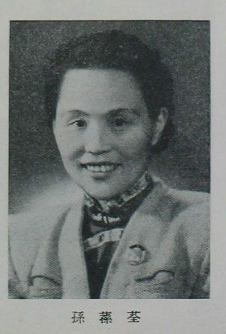
孫蓀荃
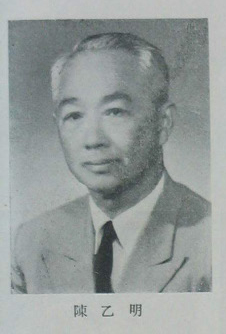
陳乙明
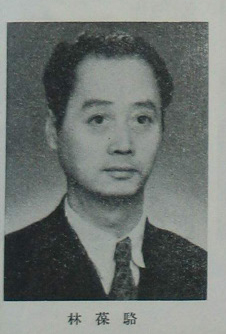
林葆駱
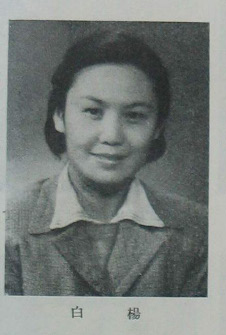
白楊

#### 四三、國內少數民族
正式代表十人，候補代表二人

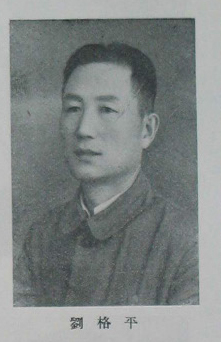
劉格平
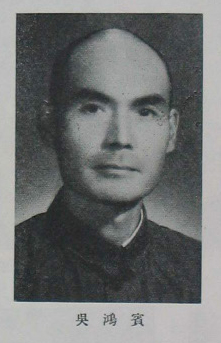
吳鴻寶
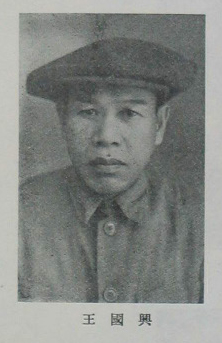
王國興
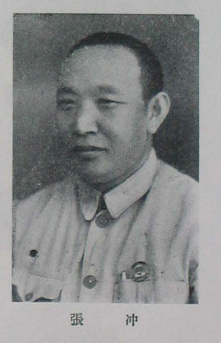
張冲
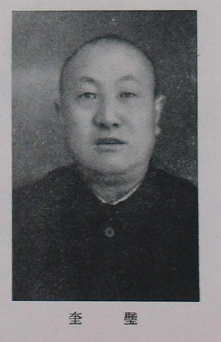
奎壁
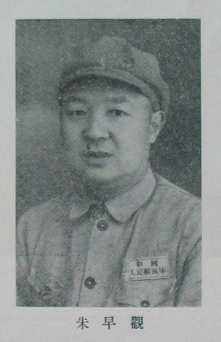
朱早觀
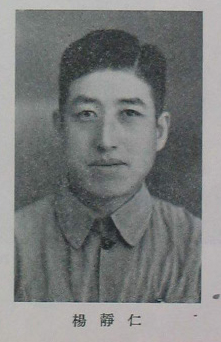
楊靜仁
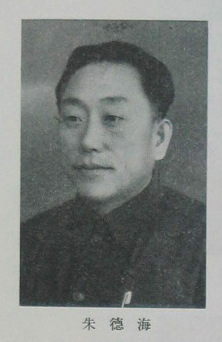
朱德海
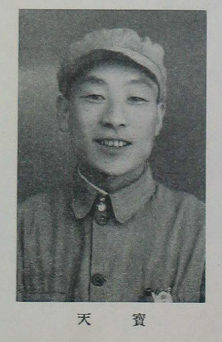
天寶
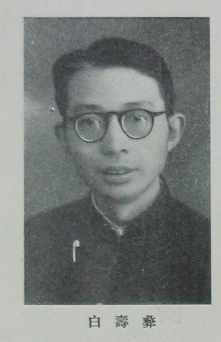
白壽彝
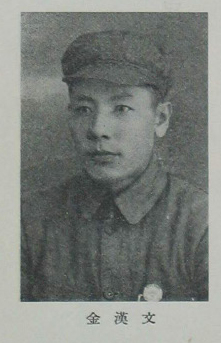
金漢文
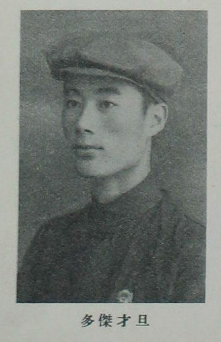
多傑才旦

#### 四四、國外華僑民主人士
正式代表十五人，候補代表二人

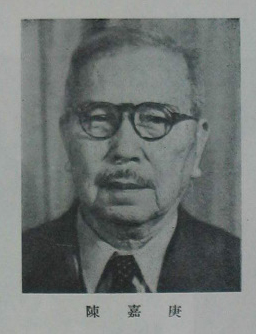
陳嘉庚
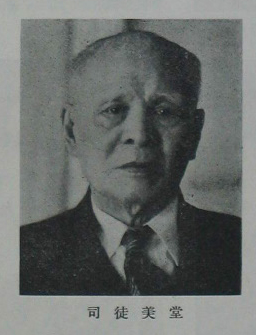
司徒美堂
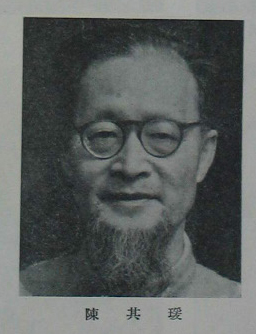
陳其瑗
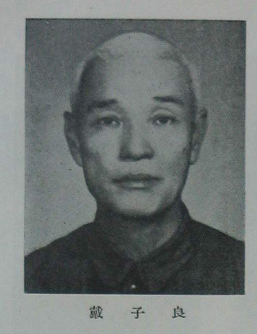
戴子良
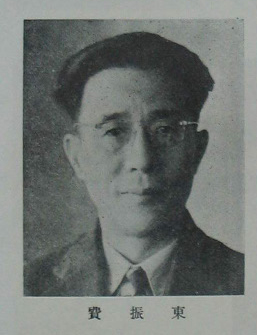
費振東
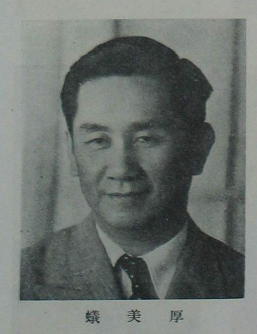
蟻美厚
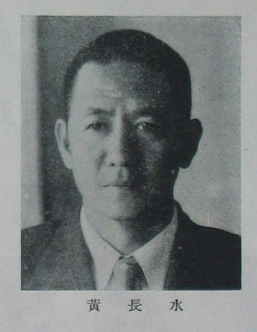
黃長水
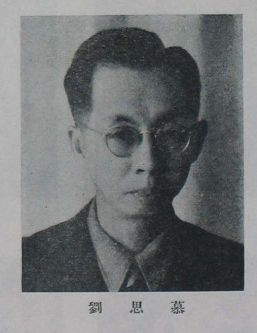
劉思慕
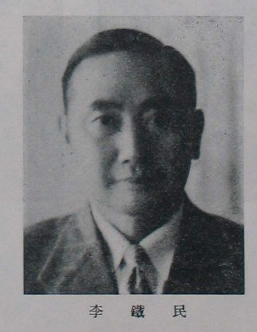
李鐵民
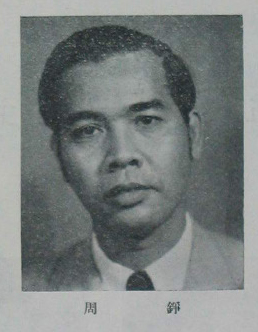
周錚
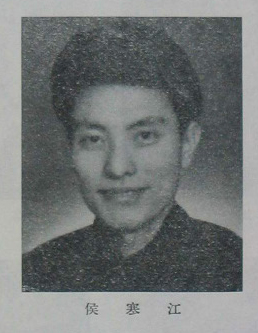
侯寒江
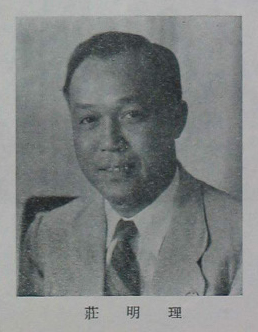
莊明理
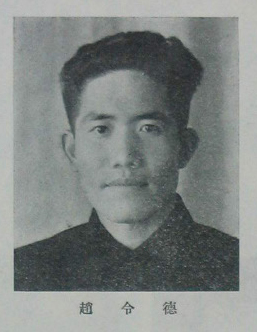
趙令德
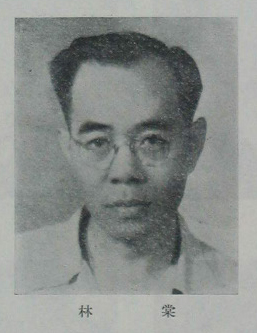
林棠
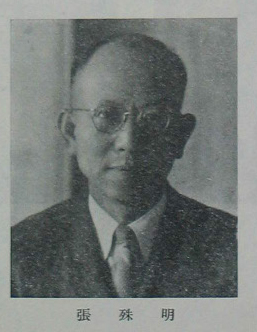
張殊明

#### 四五、宗教界民主人士
正式代表七人，候補代表一人

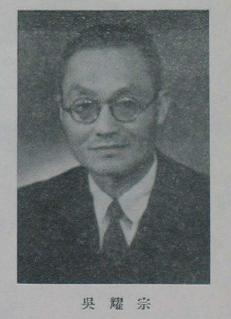
吳耀宗
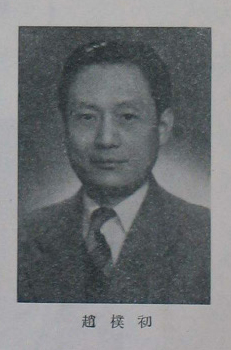
趙朴初
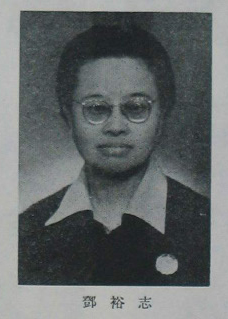
鄧裕志
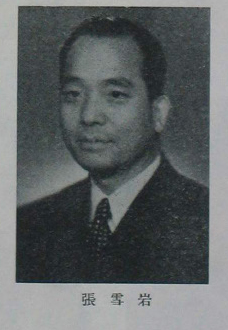
張雪岩
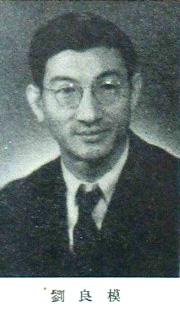
劉良模
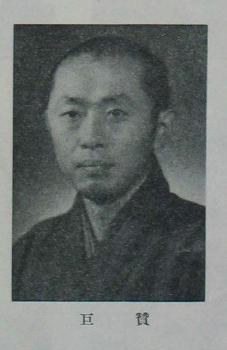
巨贊
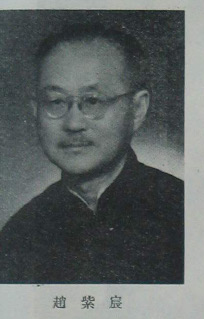
趙紫宸
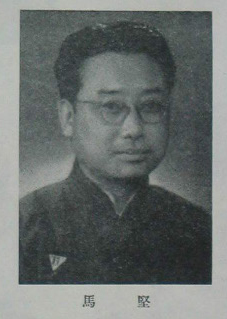
馬堅

### （戊）特別邀請人士

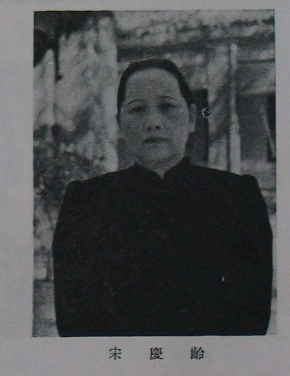
宋慶齡
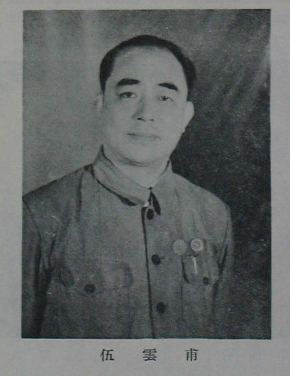
伍雲甫
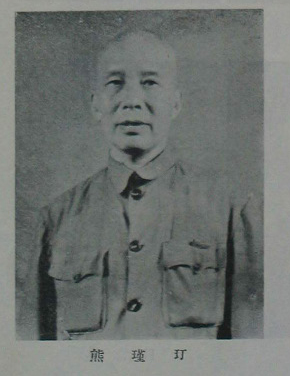
熊瑾玎
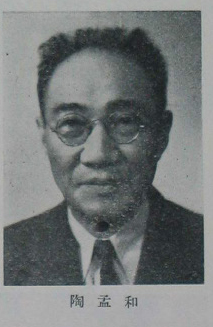
陶孟和
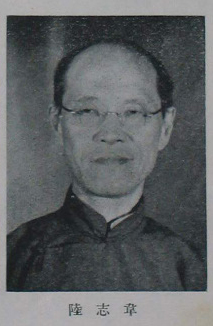
陸志韋
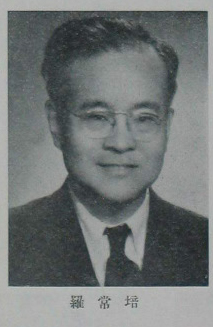
羅常培
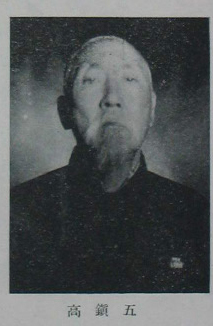
高鎮五
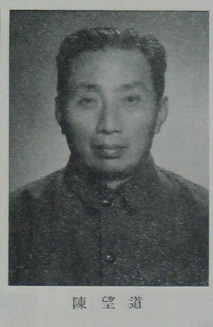
陳望道
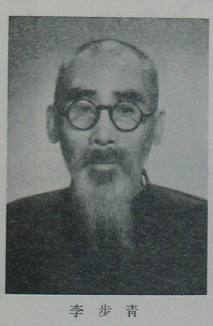
李步青
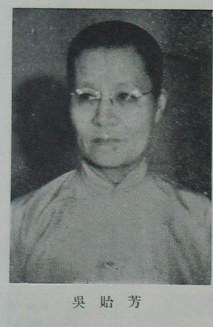
吳貽芳
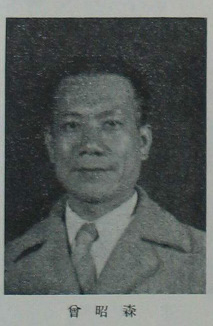
曾昭森
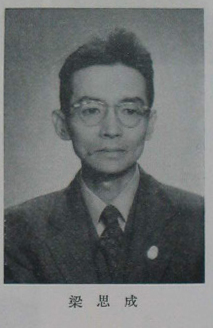
梁思成
任鴻雋
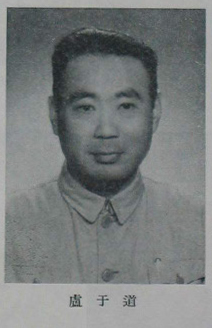
盧于道
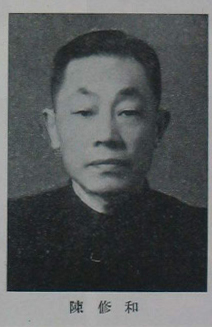
陳修和
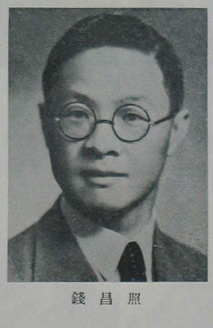
錢昌照
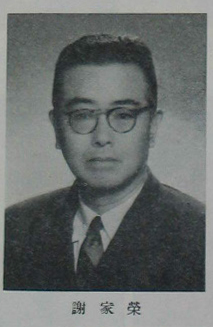
謝家榮
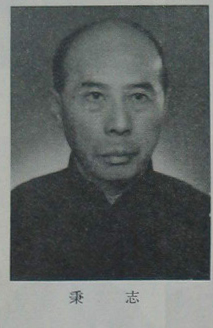
秉志
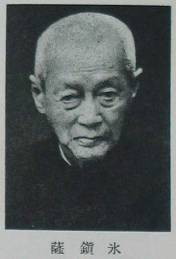
薩鎮冰
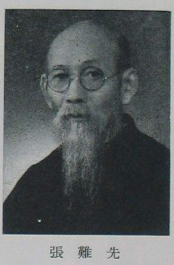
張難先
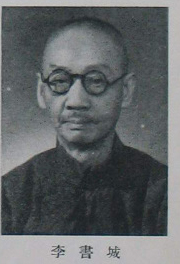
李書城
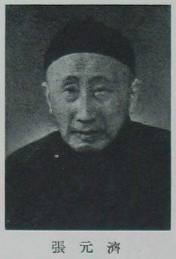
張元濟
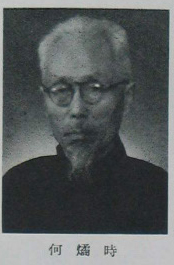
何燏時
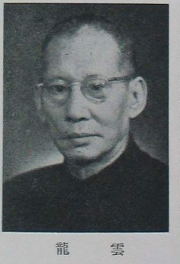
龍雲
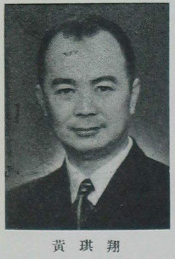
黃琪翔
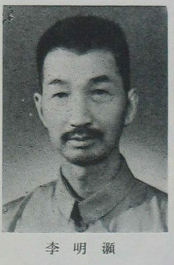
李明灝
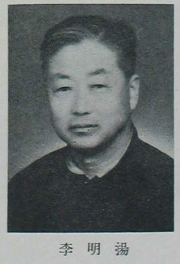
李明揚
張醁村
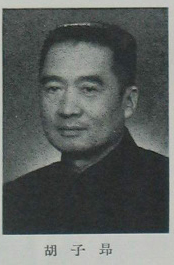
胡子昂
甯武
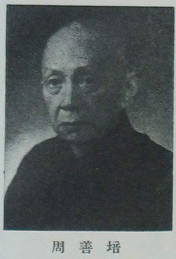
周善培
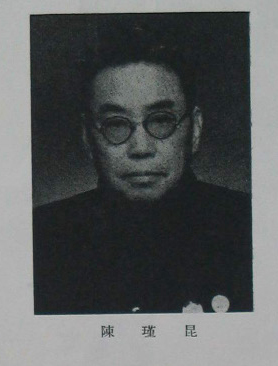
陳瑾昆
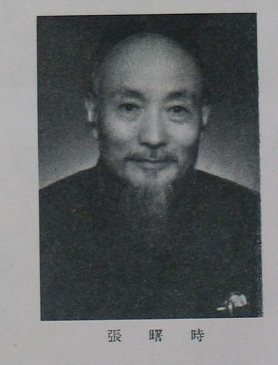
張曙時
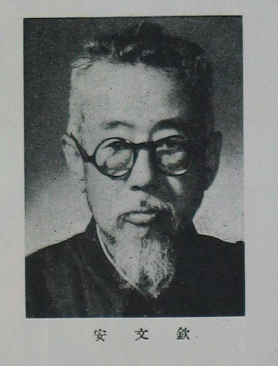
安文欽
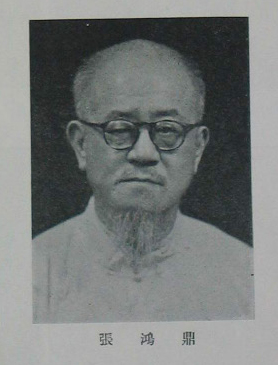
張鴻鼎
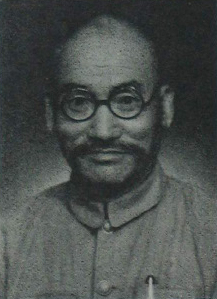
張伯秋
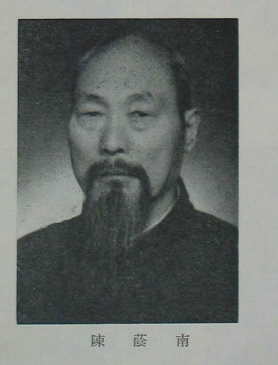
陳蔭南
張治中
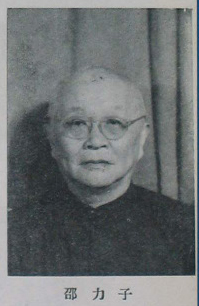
邵力子
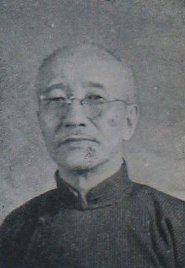
章士釗
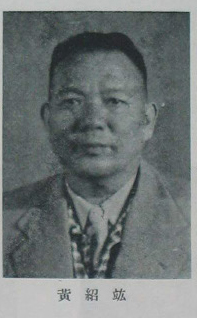
黃紹竑
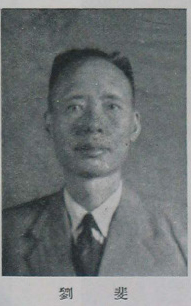
劉斐
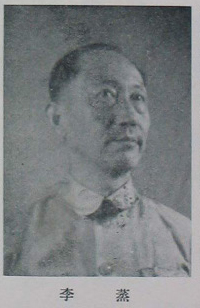
李蒸
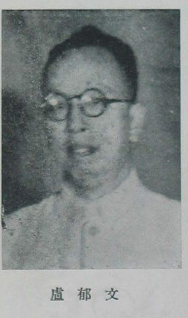
盧郁文
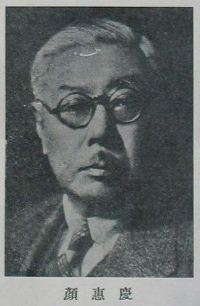
顏惠慶
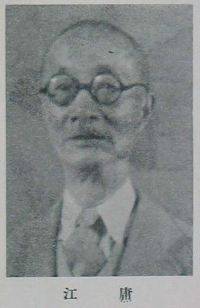
江庸
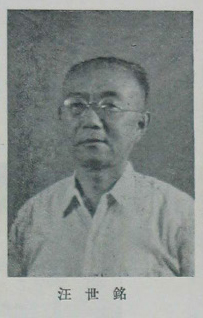
汪世銘
沙彥楷
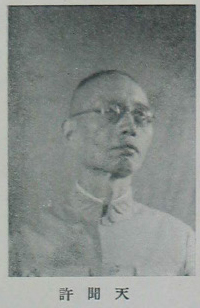
許聞天
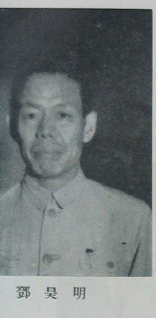
鄧昊明
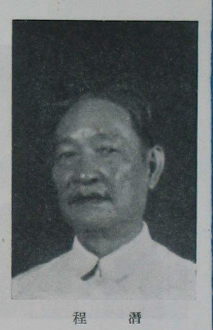
程潛
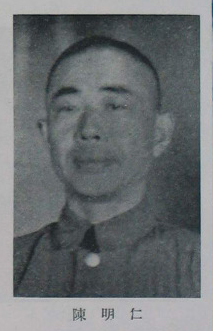
陳明仁
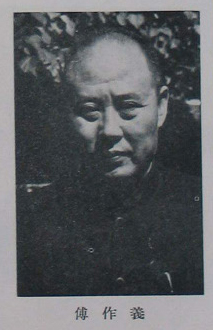
傅作義
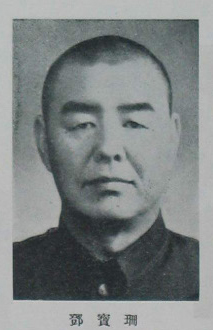
鄧寶珊
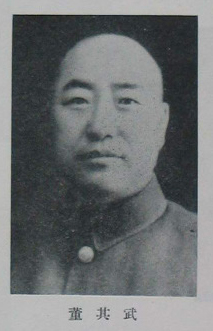
董其武
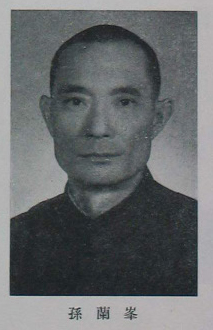
孫蘭峰
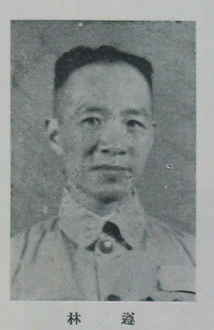
林遵
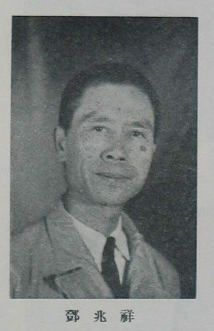
鄧兆祥
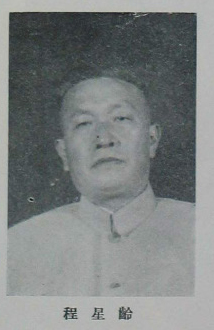
程星齡
周北峰
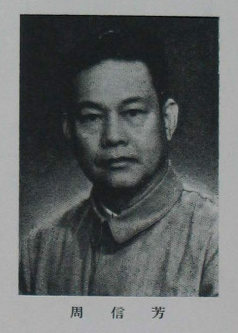
周信芳
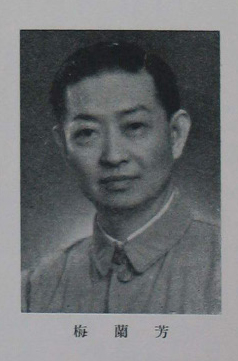
梅蘭芳
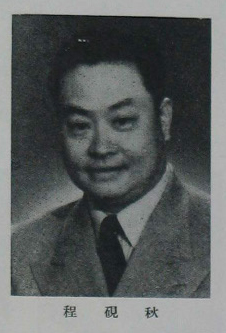
程硯秋
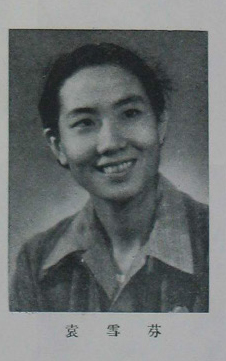
袁雪芬
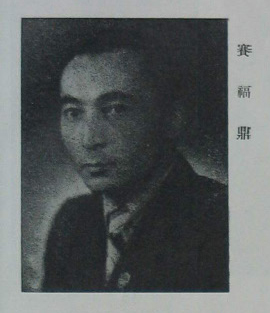
賽福鼎
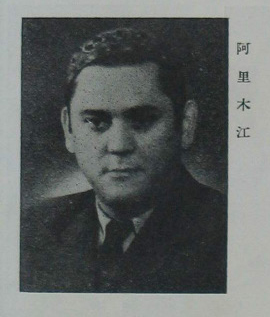
阿里木江
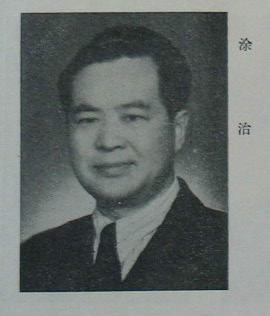
涂治
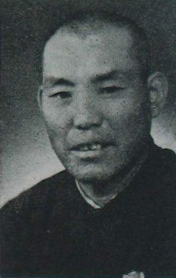
劉英源
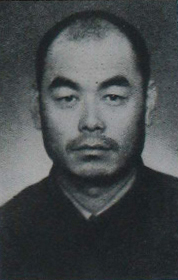
閻存林
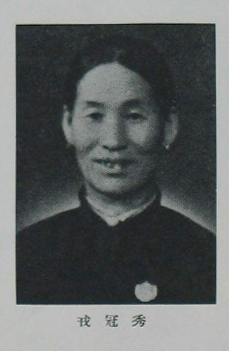
戎冠秀
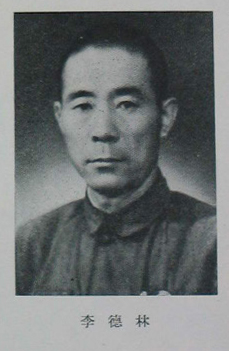
李德林
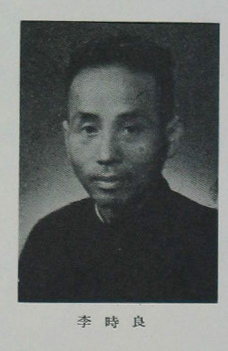
李時良
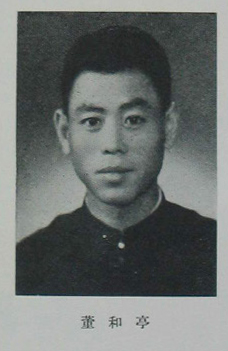
董和亭
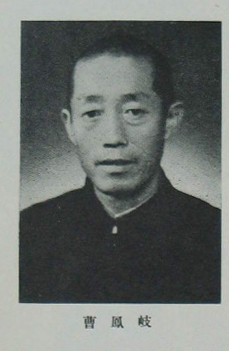
曹鳳岐
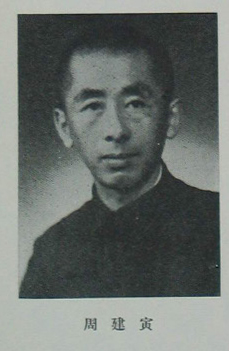
周建寅

## 中国人民政协第一届全会各委员会名单
【新华社北平二十二日电】中国人民政治协商会议第一届全体会议第二日，通过主席团的提议，设立六个委员会，即：中国人民政治协商会议组织法草案整理委员会，中国人民政治协商会议共同纲领草案整理委员会，中央人民政府组织法草案整理委员会，中国人民政治协商会议第一届会议宣言起草委员会，国旗国徽国都纪年方案审查委员会，代表提案审查委员会。兹分志各委员会名单如后：

### （一）中国人民政治协商会议组织法草案整理委员会：
林祖涵、李济深、周新民、陈巳生、符定一、王绍鏊、郭冠杰、沙千里、谭平山、许宝驹、秦元邦、雷荣珂、薛愚、杨克煌、陆平、马明方、杨秀峰、许世友、高崇民、刘子久、刘达潮、王逸伦、李葆华、张唯一、聂荣臻、孙志远、杨立三、王建安、钟赤兵、古大存、易礼容、张振铎、张琴秋、吴晗、聂维庆、李范一、俞寰澄、蒉延芳、丁玲、曾昭抡、叶圣陶、陈绍禹、张磐石、褚应璜、天宝、戴子良、赵朴初、陶孟和、张难先、陈荫南、邵力子、陈明仁、邓昊明、阿里木江 共五十四人。
召集人谭平山，秘书陈昭。

### （二）中国人民政治协商会议共同纲领草案整理委员会：
周恩来、李任仁、章伯钧、罗隆基、胡厥文、李达、许广平、严信民、沈志远、李世璋、司马文森、严希纯、许德珩、谢雪红、王治周、苏资琛、潘复生、周兴、周保中、邵式平、区梦觉、刘春、资耀华、侯方岳、杨成武、罗瑞卿、钱信忠、赖少其、罗荣桓、陈漫远、朱学范、张晔、邓颖超、高棠、谢邦定、李烛尘、吴克坚、周扬、侯德榜、钱俊瑞、邓初民、恽逸群、林仲易、吴鸿宾、费振东、张雪岩、罗常培、张元济、张治中、程潜、阎存林、叶丁易、林鉴生、杨述、韩兆鹗、张苏、陈毅、汪金祥、黄克诚、王雨亭、乌兰夫、刘先磊、周钦岳、朱德、王世泰、刘伯承、谢胜坤、张轸、马白山、李颉伯、李秀真、刘清扬、何其芳、马骏、周苍柏、汤桂芬、胡风、贺诚、俞庆棠、谢觉哉、邵宗汉、潘震亚、刘格平、司徒美堂 共五十一人。（此处人名有误，待考）
召集人周恩来，秘书宦乡。

### （三）中央人民政府组织法草案整理委员会：
董必武、张文、赖亚力、史良、黄炎培、张奚若、吴有训、周建人、王深林、千家驹、王昆仑、李民欣、刘良模、卢于道、李明扬、黄绍竑、傅作义、赛福鼎、戎冠秀 共五十二人。（此处人名有误，待考）
召集人董必武，秘书赖亚力、王韧。

### （四）中国人民政治协商会议第一届全体会议宣言起草委员会：
陆定一、陈劭先、梅龚彬、楚图南、胡愈之、施复亮、郭沫若、洪深、雷洁琼、彭泽民、闵刚侯、陈铭枢、林一元、蒋光鼐、黄鼎臣、吴藻溪、田富达、蒋南翔、成柏仁、赖若愚、夏衍、吕骥、潘梓年、乔冠华、王再天、张晓梅、黄药眠、吕正操、任白戈、蔡树藩、陈士榘、刘白羽、冯乃超、陈少敏、杨耕田、沈兹九、梅益、周寿昌、包达三、冯雪峰、萧三、严济慈、张如心、艾思奇、胡乔木、浦熙修、奎壁、李铁民、邓裕志、陈望道、李明灏、章士钊、邓宝珊　共五十三人。
召集人郭沫若，秘书刘尊棋、林一元。

### （五）国旗国徽国都纪年方案审查委员会：
李克农、朱蕴山、张东荪、杨卫玉、欧阳予倩、马叙伦、李士豪、宋云彬、郭春涛、陈此生、陈其尤、黎锦熙、李伟光、宋一平、王维舟、蓝公武、管文蔚、李运昌、嵇文甫、李伯球、王悦丰、黄敬、杜国庠、李涛、赵寿山、滕代远、江渭清、苏静、张云逸、陈郁、胡明、陆璀、廖承志、钱三强、李秀贞、简玉阶、沈体兰、徐悲鸿、田汉、郑振铎、沈雁冰、茅以升、晁哲甫、翦伯赞、范文澜、陈克寒、李承干、张冲、陈嘉庚、吴耀宗、梁思成、李书城、江庸、邓兆祥、涂治　共五十五人。
召集人马叙伦，秘书徐寿轩、彭光涵。

### （六）代表提案审查委员会：
彭真、李德全、沈钧儒、章乃器、马寅初、高岗、粟裕、李立三、刘亚雄、冯文彬、梁希、杨静仁、陈其瑗、张伯秋　共十四人。
召集人高岗，秘书费孝通、吴茂荪、姚警尘。